# 湖北 (滋賀県)
| 湖北地域のデータ | |
| 国               | 日本 |
| 地方             | 近畿地方 |
| 都道府県         | 滋賀県 |
| 面積             | 931.41km2 （琵琶湖を除くと762.67km2）                                                                        |
| 総人口           | 143,801人 （2025年4月1日） （推計人口）                                                                      |
| 人口密度         | 154人/km2 （琵琶湖を除くと189人/km2）                                                                        |
| 構成自治体       | 長浜市、米原市                                                                                               |
| 隣接自治体       | 滋賀県：彦根市、犬上郡多賀町、高島市 岐阜県：大垣市、揖斐郡揖斐川町・関ケ原町 福井県：敦賀市、南条郡南越前町 |

湖北（こほく）は、滋賀県および旧近江国北東部の地域名称である。北で福井県嶺南、嶺北、東で岐阜県西濃、南で湖東、西で湖西（高島）地域と接する。滋賀県の全面積の23%を占める。

## 自治体
- 長浜市
- 米原市

平成の大合併まで湖北地域には1市3郡（12町）が存在した。湖北地域全体での合併も一時検討されたが、結果として2005年（平成17年）に旧坂田郡4町が合併して米原市が、2006年（平成18年）に旧東浅井郡びわ町、浅井町及び旧長浜市が合併して新長浜市がそれぞれ発足した。その後2010年（平成22年）に旧東浅井郡の湖北町、虎姫町および旧伊香郡4町が長浜市に編入されて現在に至る。

## 歴史
かつては坂田郡、浅井郡、伊香郡の3郡を北近江と称していた。湖北地域とおおむね同一地域ではあるが、坂田郡鳥居本村は彦根市に編入されたため、湖北地域とはされてない。
近世以前の浅井郡は伊香郡を挟む形で飛地となっており、郡区町村編制法施行の1879年（明治12年）5月16日に伊香郡の東側が東浅井郡、西側が西浅井郡となった。その後、西浅井郡は郡制施行の1897年（明治30年）4月1日に伊香郡の一部となった。

### 変遷表
| 所 属 郡    | 明治以前   | 明治初年 - 明治13年   | 明治14年 - 明治22年  | 明治22年 4月1日 町村制施行 | 明治22年 - 大正15年              | 昭和元年 - 昭和20年           | 昭和21年 - 昭和25年           | 昭和26年 - 昭和30年          | 昭和31年 - 昭和40年         | 昭和41年 - 昭和64年          | 平成元年 - 現在              | 現在   |
| ----------- | ---------- | --------------------- | -------------------- | -------------------------- | -------------------------------- | ----------------------------- | ----------------------------- | ---------------------------- | --------------------------- | ---------------------------- | ---------------------------- | ------ |
| 坂 田 郡    | 武奈村     | 明治7年 武奈村        | 武奈村               | 鳥居本村                   | 鳥居本村                         | 鳥居本村                      | 鳥居本村                      | 昭和27年4月1日 彦根市に編入  | 彦根市                      | 彦根市                       | 彦根市                       | 彦根市 |
| 坂 田 郡    | 妙幸村     | 明治7年 武奈村        | 武奈村               | 鳥居本村                   | 鳥居本村                         | 鳥居本村                      | 鳥居本村                      | 昭和27年4月1日 彦根市に編入  | 彦根市                      | 彦根市                       | 彦根市                       | 彦根市 |
| 坂 田 郡    | 男鬼村     | 男鬼村                | 男鬼村               | 鳥居本村                   | 鳥居本村                         | 鳥居本村                      | 鳥居本村                      | 昭和27年4月1日 彦根市に編入  | 彦根市                      | 彦根市                       | 彦根市                       | 彦根市 |
| 坂 田 郡    | 仏生寺村   | 仏生寺村              | 仏生寺村             | 鳥居本村                   | 鳥居本村                         | 鳥居本村                      | 鳥居本村                      | 昭和27年4月1日 彦根市に編入  | 彦根市                      | 彦根市                       | 彦根市                       | 彦根市 |
| 坂 田 郡    | 荘厳寺村   | 荘厳寺村              | 荘厳寺村             | 鳥居本村                   | 鳥居本村                         | 鳥居本村                      | 鳥居本村                      | 昭和27年4月1日 彦根市に編入  | 彦根市                      | 彦根市                       | 彦根市                       | 彦根市 |
| 坂 田 郡    | 善谷村     | 善谷村                | 善谷村               | 鳥居本村                   | 鳥居本村                         | 鳥居本村                      | 鳥居本村                      | 昭和27年4月1日 彦根市に編入  | 彦根市                      | 彦根市                       | 彦根市                       | 彦根市 |
| 坂 田 郡    | 中山村     | 中山村                | 中山村               | 鳥居本村                   | 鳥居本村                         | 鳥居本村                      | 鳥居本村                      | 昭和27年4月1日 彦根市に編入  | 彦根市                      | 彦根市                       | 彦根市                       | 彦根市 |
| 坂 田 郡    | 笹尾村     | 笹尾村                | 笹尾村               | 鳥居本村                   | 鳥居本村                         | 鳥居本村                      | 鳥居本村                      | 昭和27年4月1日 彦根市に編入  | 彦根市                      | 彦根市                       | 彦根市                       | 彦根市 |
| 坂 田 郡    | 原村       | 原村                  | 原村                 | 鳥居本村                   | 鳥居本村                         | 鳥居本村                      | 鳥居本村                      | 昭和27年4月1日 彦根市に編入  | 彦根市                      | 彦根市                       | 彦根市                       | 彦根市 |
| 坂 田 郡    | 小野村     | 小野村                | 小野村               | 鳥居本村                   | 鳥居本村                         | 鳥居本村                      | 鳥居本村                      | 昭和27年4月1日 彦根市に編入  | 彦根市                      | 彦根市                       | 彦根市                       | 彦根市 |
| 坂 田 郡    | 鳥居本村   | 明治7年5月 鳥居本村   | 鳥居本村             | 鳥居本村                   | 鳥居本村                         | 鳥居本村                      | 鳥居本村                      | 昭和27年4月1日 彦根市に編入  | 彦根市                      | 彦根市                       | 彦根市                       | 彦根市 |
| 坂 田 郡    | 百々村     | 明治7年5月 鳥居本村   | 鳥居本村             | 鳥居本村                   | 鳥居本村                         | 鳥居本村                      | 鳥居本村                      | 昭和27年4月1日 彦根市に編入  | 彦根市                      | 彦根市                       | 彦根市                       | 彦根市 |
| 坂 田 郡    | 西法寺村   | 明治7年5月 鳥居本村   | 鳥居本村             | 鳥居本村                   | 鳥居本村                         | 鳥居本村                      | 鳥居本村                      | 昭和27年4月1日 彦根市に編入  | 彦根市                      | 彦根市                       | 彦根市                       | 彦根市 |
| 坂 田 郡    | 上矢倉村   | 明治7年5月 鳥居本村   | 鳥居本村             | 鳥居本村                   | 鳥居本村                         | 鳥居本村                      | 鳥居本村                      | 昭和27年4月1日 彦根市に編入  | 彦根市                      | 彦根市                       | 彦根市                       | 彦根市 |
| 坂 田 郡    | 古西法寺村 | 古西法寺村            | 古西法寺村           | 鳥居本村                   | 鳥居本村                         | 鳥居本村                      | 鳥居本村                      | 昭和27年4月1日 彦根市に編入  | 彦根市                      | 彦根市                       | 彦根市                       | 彦根市 |
| 坂 田 郡    | 小野西山村 | 明治12年 宮田村       | 宮田村               | 鳥居本村                   | 鳥居本村                         | 鳥居本村                      | 鳥居本村                      | 昭和27年4月1日 彦根市に編入  | 彦根市                      | 彦根市                       | 彦根市                       | 彦根市 |
| 坂 田 郡    | 小野馬場村 | 明治12年 宮田村       | 宮田村               | 鳥居本村                   | 鳥居本村                         | 鳥居本村                      | 鳥居本村                      | 昭和27年4月1日 彦根市に編入  | 彦根市                      | 彦根市                       | 彦根市                       | 彦根市 |
| 坂 田 郡    | 物生山村   | 明治12年 宮田村       | 宮田村               | 鳥居本村                   | 鳥居本村                         | 鳥居本村                      | 鳥居本村                      | 昭和27年4月1日 彦根市に編入  | 彦根市                      | 彦根市                       | 彦根市                       | 彦根市 |
| 坂 田 郡    | 下矢倉村   | 下矢倉村              | 下矢倉村             | 鳥居本村                   | 鳥居本村                         | 鳥居本村                      | 鳥居本村                      | 昭和27年4月1日 彦根市に編入  | 彦根市                      | 彦根市                       | 彦根市                       | 彦根市 |
| 坂 田 郡    | 甲田村     | 甲田村                | 甲田村               | 鳥居本村                   | 鳥居本村                         | 鳥居本村                      | 鳥居本村                      | 昭和27年4月1日 彦根市に編入  | 彦根市                      | 彦根市                       | 彦根市                       | 彦根市 |
| 坂 田 郡    | 梅ヶ原村   | 梅ヶ原村              | 梅ヶ原村             | 入江村                     | 大正12年11月15日 町制改称 米原町 | 米原町                        | 米原町                        | 米原町                       | 昭和31年9月1日 米原町       | 米原町                       | 平成17年2月14日 米原市       | 米原市 |
| 坂 田 郡    | 米原村     | 米原村                | 米原村               | 入江村                     | 大正12年11月15日 町制改称 米原町 | 米原町                        | 米原町                        | 米原町                       | 昭和31年9月1日 米原町       | 米原町                       | 平成17年2月14日 米原市       | 米原市 |
| 坂 田 郡    | 下多良村   | 下多良村              | 下多良村             | 入江村                     | 大正12年11月15日 町制改称 米原町 | 米原町                        | 米原町                        | 米原町                       | 昭和31年9月1日 米原町       | 米原町                       | 平成17年2月14日 米原市       | 米原市 |
| 坂 田 郡    | 中多良村   | 中多良村              | 中多良村             | 入江村                     | 大正12年11月15日 町制改称 米原町 | 米原町                        | 米原町                        | 米原町                       | 昭和31年9月1日 米原町       | 米原町                       | 平成17年2月14日 米原市       | 米原市 |
| 坂 田 郡    | 上多良村   | 上多良村              | 上多良村             | 入江村                     | 大正12年11月15日 町制改称 米原町 | 米原町                        | 米原町                        | 米原町                       | 昭和31年9月1日 米原町       | 米原町                       | 平成17年2月14日 米原市       | 米原市 |
| 坂 田 郡    | 朝妻村     | 明治7年 朝妻筑摩村    | 朝妻筑摩村           | 入江村                     | 大正12年11月15日 町制改称 米原町 | 米原町                        | 米原町                        | 米原町                       | 昭和31年9月1日 米原町       | 米原町                       | 平成17年2月14日 米原市       | 米原市 |
| 坂 田 郡    | 筑摩村     | 明治7年 朝妻筑摩村    | 朝妻筑摩村           | 入江村                     | 大正12年11月15日 町制改称 米原町 | 米原町                        | 米原町                        | 米原町                       | 昭和31年9月1日 米原町       | 米原町                       | 平成17年2月14日 米原市       | 米原市 |
| 坂 田 郡    | 磯村       | 磯村                  | 磯村                 | 入江村                     | 大正12年11月15日 町制改称 米原町 | 米原町                        | 米原町                        | 米原町                       | 昭和31年9月1日 米原町       | 米原町                       | 平成17年2月14日 米原市       | 米原市 |
| 坂 田 郡    | 牛打村     | 牛打村                | 牛打村               | 南箕浦村                   | 明治23年3月15日 改称 息郷村      | 息郷村                        | 息郷村                        | 息郷村                       | 昭和31年9月1日 米原町       | 米原町                       | 平成17年2月14日 米原市       | 米原市 |
| 坂 田 郡    | 樋口村     | 樋口村                | 樋口村               | 南箕浦村                   | 明治23年3月15日 改称 息郷村      | 息郷村                        | 息郷村                        | 息郷村                       | 昭和31年9月1日 米原町       | 米原町                       | 平成17年2月14日 米原市       | 米原市 |
| 坂 田 郡    | 樽水村     | 明治12年3月 三吉村    | 三吉村               | 南箕浦村                   | 明治23年3月15日 改称 息郷村      | 息郷村                        | 息郷村                        | 息郷村                       | 昭和31年9月1日 米原町       | 米原町                       | 平成17年2月14日 米原市       | 米原市 |
| 坂 田 郡    | 門根村     | 明治12年3月 三吉村    | 三吉村               | 南箕浦村                   | 明治23年3月15日 改称 息郷村      | 息郷村                        | 息郷村                        | 息郷村                       | 昭和31年9月1日 米原町       | 米原町                       | 平成17年2月14日 米原市       | 米原市 |
| 坂 田 郡    | 久礼村     | 明治12年3月 三吉村    | 三吉村               | 南箕浦村                   | 明治23年3月15日 改称 息郷村      | 息郷村                        | 息郷村                        | 息郷村                       | 昭和31年9月1日 米原町       | 米原町                       | 平成17年2月14日 米原市       | 米原市 |
| 坂 田 郡    | 西坂村     | 西坂村                | 西坂村               | 南箕浦村                   | 明治23年3月15日 改称 息郷村      | 息郷村                        | 息郷村                        | 息郷村                       | 昭和31年9月1日 米原町       | 米原町                       | 平成17年2月14日 米原市       | 米原市 |
| 坂 田 郡    | 番場村     | 明治8年 番場村        | 番場村               | 南箕浦村                   | 明治23年3月15日 改称 息郷村      | 息郷村                        | 息郷村                        | 息郷村                       | 昭和31年9月1日 米原町       | 米原町                       | 平成17年2月14日 米原市       | 米原市 |
| 坂 田 郡    | 蓮華寺村   | 明治8年 番場村        | 番場村               | 南箕浦村                   | 明治23年3月15日 改称 息郷村      | 息郷村                        | 息郷村                        | 息郷村                       | 昭和31年9月1日 米原町       | 米原町                       | 平成17年2月14日 米原市       | 米原市 |
| 坂 田 郡    | 一色村     | 一色村                | 一色村               | 醒井村                     | 醒井村                           | 醒井村                        | 醒井村                        | 醒井村                       | 昭和31年9月1日 米原町       | 米原町                       | 平成17年2月14日 米原市       | 米原市 |
| 坂 田 郡    | 醒井村     | 醒井村                | 醒井村               | 醒井村                     | 醒井村                           | 醒井村                        | 醒井村                        | 醒井村                       | 昭和31年9月1日 米原町       | 米原町                       | 平成17年2月14日 米原市       | 米原市 |
| 坂 田 郡    | 枝折村     | 枝折村                | 枝折村               | 醒井村                     | 醒井村                           | 醒井村                        | 醒井村                        | 醒井村                       | 昭和31年9月1日 米原町       | 米原町                       | 平成17年2月14日 米原市       | 米原市 |
| 坂 田 郡    | 上丹生村   | 上丹生村              | 明治13年6月 上丹生村 | 醒井村                     | 醒井村                           | 醒井村                        | 醒井村                        | 醒井村                       | 昭和31年9月1日 米原町       | 米原町                       | 平成17年2月14日 米原市       | 米原市 |
| 坂 田 郡    | 松尾寺村   | 松尾寺村              | 明治13年6月 上丹生村 | 醒井村                     | 醒井村                           | 醒井村                        | 醒井村                        | 醒井村                       | 昭和31年9月1日 米原町       | 米原町                       | 平成17年2月14日 米原市       | 米原市 |
| 坂 田 郡    | 下丹生村   | 下丹生村              | 下丹生村             | 醒井村                     | 醒井村                           | 醒井村                        | 醒井村                        | 醒井村                       | 昭和31年9月1日 米原町       | 米原町                       | 平成17年2月14日 米原市       | 米原市 |
| 坂 田 郡    | 榑ヶ畑村   | 榑ヶ畑村              | 榑ヶ畑村             | 醒井村                     | 醒井村                           | 醒井村                        | 醒井村                        | 醒井村                       | 昭和31年9月1日 米原町       | 米原町                       | 平成17年2月14日 米原市       | 米原市 |
| 坂 田 郡    | 西山村     | 西山村                | 西山村               | 東黒田村                   | 東黒田村                         | 東黒田村                      | 東黒田村                      | 昭和30年7月10日 山東町       | 山東町                      | 山東町                       | 平成17年2月14日 米原市       | 米原市 |
| 坂 田 郡    | 長岡村     | 長岡村                | 長岡村               | 東黒田村                   | 東黒田村                         | 東黒田村                      | 東黒田村                      | 昭和30年7月10日 山東町       | 山東町                      | 山東町                       | 平成17年2月14日 米原市       | 米原市 |
| 坂 田 郡    | 万願寺村   | 万願寺村              | 万願寺村             | 東黒田村                   | 東黒田村                         | 東黒田村                      | 東黒田村                      | 昭和30年7月10日 山東町       | 山東町                      | 山東町                       | 平成17年2月14日 米原市       | 米原市 |
| 坂 田 郡    | 菅江村     | 菅江村                | 菅江村               | 東黒田村                   | 東黒田村                         | 東黒田村                      | 東黒田村                      | 昭和30年7月10日 山東町       | 山東町                      | 山東町                       | 平成17年2月14日 米原市       | 米原市 |
| 坂 田 郡    | 北方村     | 北方村                | 北方村               | 東黒田村                   | 東黒田村                         | 東黒田村                      | 東黒田村                      | 昭和30年7月10日 山東町       | 山東町                      | 山東町                       | 平成17年2月14日 米原市       | 米原市 |
| 坂 田 郡    | 志賀谷村   | 明治7年5月 志賀谷村   | 志賀谷村             | 東黒田村                   | 東黒田村                         | 東黒田村                      | 東黒田村                      | 昭和30年7月10日 山東町       | 山東町                      | 山東町                       | 平成17年2月14日 米原市       | 米原市 |
| 坂 田 郡    | 挊野村     | 明治7年5月 志賀谷村   | 志賀谷村             | 東黒田村                   | 東黒田村                         | 東黒田村                      | 東黒田村                      | 昭和30年7月10日 山東町       | 山東町                      | 山東町                       | 平成17年2月14日 米原市       | 米原市 |
| 坂 田 郡    | 山室村     | 山室村                | 山室村               | 東黒田村                   | 東黒田村                         | 東黒田村                      | 東黒田村                      | 昭和30年7月10日 山東町       | 山東町                      | 山東町                       | 平成17年2月14日 米原市       | 米原市 |
| 坂 田 郡    | 大鹿村     | 大鹿村                | 大鹿村               | 東黒田村                   | 東黒田村                         | 東黒田村                      | 東黒田村                      | 昭和30年7月10日 山東町       | 山東町                      | 山東町                       | 平成17年2月14日 米原市       | 米原市 |
| 坂 田 郡    | 本郷村     | 本郷村                | 本郷村               | 東黒田村                   | 東黒田村                         | 東黒田村                      | 東黒田村                      | 昭和30年7月10日 山東町       | 山東町                      | 山東町                       | 平成17年2月14日 米原市       | 米原市 |
| 坂 田 郡    | 堂谷村     | 堂谷村                | 堂谷村               | 東黒田村                   | 東黒田村                         | 東黒田村                      | 東黒田村                      | 昭和30年7月10日 山東町       | 山東町                      | 山東町                       | 平成17年2月14日 米原市       | 米原市 |
| 坂 田 郡    | 小田村     | 小田村                | 小田村               | 大原村                     | 大原村                           | 大原村                        | 大原村                        | 昭和30年7月10日 山東町       | 山東町                      | 山東町                       | 平成17年2月14日 米原市       | 米原市 |
| 坂 田 郡    | 間田村     | 間田村                | 間田村               | 大原村                     | 大原村                           | 大原村                        | 大原村                        | 昭和30年7月10日 山東町       | 山東町                      | 山東町                       | 平成17年2月14日 米原市       | 米原市 |
| 坂 田 郡    | 井之口村   | 井之口村              | 井之口村             | 大原村                     | 大原村                           | 大原村                        | 大原村                        | 昭和30年7月10日 山東町       | 山東町                      | 山東町                       | 平成17年2月14日 米原市       | 米原市 |
| 坂 田 郡    | 村居田村   | 村居田村              | 村居田村             | 大原村                     | 大原村                           | 大原村                        | 大原村                        | 昭和30年7月10日 山東町       | 山東町                      | 山東町                       | 平成17年2月14日 米原市       | 米原市 |
| 坂 田 郡    | 野一色村   | 野一色村              | 野一色村             | 大原村                     | 大原村                           | 大原村                        | 大原村                        | 昭和30年7月10日 山東町       | 山東町                      | 山東町                       | 平成17年2月14日 米原市       | 米原市 |
| 坂 田 郡    | 烏脇村     | 烏脇村                | 烏脇村               | 大原村                     | 大原村                           | 大原村                        | 大原村                        | 昭和30年7月10日 山東町       | 山東町                      | 山東町                       | 平成17年2月14日 米原市       | 米原市 |
| 坂 田 郡    | 坂口村     | 坂口村                | 坂口村               | 大原村                     | 大原村                           | 大原村                        | 大原村                        | 昭和30年7月10日 山東町       | 山東町                      | 山東町                       | 平成17年2月14日 米原市       | 米原市 |
| 坂 田 郡    | 観音寺村   | 明治7年 朝日村        | 朝日村               | 大原村                     | 大原村                           | 大原村                        | 大原村                        | 昭和30年7月10日 山東町       | 山東町                      | 山東町                       | 平成17年2月14日 米原市       | 米原市 |
| 坂 田 郡    | 上夫馬村   | 明治7年 朝日村        | 朝日村               | 大原村                     | 大原村                           | 大原村                        | 大原村                        | 昭和30年7月10日 山東町       | 山東町                      | 山東町                       | 平成17年2月14日 米原市       | 米原市 |
| 坂 田 郡    | 下夫馬村   | 下夫馬村              | 下夫馬村             | 大原村                     | 大原村                           | 大原村                        | 大原村                        | 昭和30年7月10日 山東町       | 山東町                      | 山東町                       | 平成17年2月14日 米原市       | 米原市 |
| 坂 田 郡    | 産所村     | 産所村                | 産所村               | 大原村                     | 大原村                           | 大原村                        | 大原村                        | 昭和30年7月10日 山東町       | 山東町                      | 山東町                       | 平成17年2月14日 米原市       | 米原市 |
| 坂 田 郡    | 市場村     | 市場村                | 市場村               | 大原村                     | 大原村                           | 大原村                        | 大原村                        | 昭和30年7月10日 山東町       | 山東町                      | 山東町                       | 平成17年2月14日 米原市       | 米原市 |
| 坂 田 郡    | 市場中村   | 明治7年 本市場村      | 本市場村             | 大原村                     | 大原村                           | 大原村                        | 大原村                        | 昭和30年7月10日 山東町       | 山東町                      | 山東町                       | 平成17年2月14日 米原市       | 米原市 |
| 坂 田 郡    | 本庄中村   | 明治7年 本市場村      | 本市場村             | 大原村                     | 大原村                           | 大原村                        | 大原村                        | 昭和30年7月10日 山東町       | 山東町                      | 山東町                       | 平成17年2月14日 米原市       | 米原市 |
| 坂 田 郡    | 本庄村     | 明治7年 改称天満村    | 天満村               | 大原村                     | 大原村                           | 大原村                        | 大原村                        | 昭和30年7月10日 山東町       | 山東町                      | 山東町                       | 平成17年2月14日 米原市       | 米原市 |
| 坂 田 郡    | 池下村     | 池下村                | 池下村               | 大原村                     | 大原村                           | 大原村                        | 大原村                        | 昭和30年7月10日 山東町       | 山東町                      | 山東町                       | 平成17年2月14日 米原市       | 米原市 |
| 坂 田 郡    | 長久寺村   | 長久寺村              | 長久寺村             | 柏原村                     | 柏原村                           | 柏原村                        | 柏原村                        | 昭和30年7月10日 山東町       | 山東町                      | 山東町                       | 平成17年2月14日 米原市       | 米原市 |
| 坂 田 郡    | 柏原村     | 明治7年10月 柏原村    | 柏原村               | 柏原村                     | 柏原村                           | 柏原村                        | 柏原村                        | 昭和30年7月10日 山東町       | 山東町                      | 山東町                       | 平成17年2月14日 米原市       | 米原市 |
| 坂 田 郡    | 岩ガ谷村   | 明治7年10月 柏原村    | 柏原村               | 柏原村                     | 柏原村                           | 柏原村                        | 柏原村                        | 昭和30年7月10日 山東町       | 山東町                      | 山東町                       | 平成17年2月14日 米原市       | 米原市 |
| 坂 田 郡    | 清滝村     | 清滝村                | 清滝村               | 柏原村                     | 柏原村                           | 柏原村                        | 柏原村                        | 昭和30年7月10日 山東町       | 山東町                      | 山東町                       | 平成17年2月14日 米原市       | 米原市 |
| 坂 田 郡    | 梓河内村   | 明治7年 梓河内村      | 梓河内村             | 柏原村                     | 柏原村                           | 柏原村                        | 柏原村                        | 昭和30年7月10日 山東町       | 山東町                      | 山東町                       | 平成17年2月14日 米原市       | 米原市 |
| 坂 田 郡    | 目河内村   | 明治7年 梓河内村      | 梓河内村             | 柏原村                     | 柏原村                           | 柏原村                        | 柏原村                        | 昭和30年7月10日 山東町       | 山東町                      | 山東町                       | 平成17年2月14日 米原市       | 米原市 |
| 坂 田 郡    | 須川村     | 須川村                | 須川村               | 柏原村                     | 柏原村                           | 柏原村                        | 柏原村                        | 昭和30年7月10日 山東町       | 山東町                      | 山東町                       | 平成17年2月14日 米原市       | 米原市 |
| 坂 田 郡    | 大野木村   | 大野木村              | 大野木村             | 柏原村                     | 柏原村                           | 柏原村                        | 柏原村                        | 昭和30年7月10日 山東町       | 山東町                      | 山東町                       | 平成17年2月14日 米原市       | 米原市 |
| 坂 田 郡    | 伊吹村     | 伊吹村                | 伊吹村               | 伊吹村                     | 伊吹村                           | 伊吹村                        | 伊吹村                        | 伊吹村                       | 昭和31年9月1日 伊吹村       | 昭和46年2月1日 町制 伊吹町   | 平成17年2月14日 米原市       | 米原市 |
| 坂 田 郡    | 弥高村     | 弥高村                | 弥高村               | 伊吹村                     | 伊吹村                           | 伊吹村                        | 伊吹村                        | 伊吹村                       | 昭和31年9月1日 伊吹村       | 昭和46年2月1日 町制 伊吹町   | 平成17年2月14日 米原市       | 米原市 |
| 坂 田 郡    | 上野村     | 上野村                | 上野村               | 伊吹村                     | 伊吹村                           | 伊吹村                        | 伊吹村                        | 伊吹村                       | 昭和31年9月1日 伊吹村       | 昭和46年2月1日 町制 伊吹町   | 平成17年2月14日 米原市       | 米原市 |
| 坂 田 郡    | 大平寺村   | 大平寺村              | 大平寺村             | 伊吹村                     | 伊吹村                           | 伊吹村                        | 伊吹村                        | 伊吹村                       | 昭和31年9月1日 伊吹村       | 昭和46年2月1日 町制 伊吹町   | 平成17年2月14日 米原市       | 米原市 |
| 坂 田 郡    | 小泉村     | 小泉村                | 小泉村               | 伊吹村                     | 伊吹村                           | 伊吹村                        | 伊吹村                        | 伊吹村                       | 昭和31年9月1日 伊吹村       | 昭和46年2月1日 町制 伊吹町   | 平成17年2月14日 米原市       | 米原市 |
| 坂 田 郡    | 大久保村   | 大久保村              | 大久保村             | 伊吹村                     | 伊吹村                           | 伊吹村                        | 伊吹村                        | 伊吹村                       | 昭和31年9月1日 伊吹村       | 昭和46年2月1日 町制 伊吹町   | 平成17年2月14日 米原市       | 米原市 |
| 坂 田 郡    | 村木村     | 村木村                | 村木村               | 春照村                     | 春照村                           | 春照村                        | 春照村                        | 春照村                       | 昭和31年9月1日 伊吹村       | 昭和46年2月1日 町制 伊吹町   | 平成17年2月14日 米原市       | 米原市 |
| 坂 田 郡    | 杉沢村     | 杉沢村                | 杉沢村               | 春照村                     | 春照村                           | 春照村                        | 春照村                        | 春照村                       | 昭和31年9月1日 伊吹村       | 昭和46年2月1日 町制 伊吹町   | 平成17年2月14日 米原市       | 米原市 |
| 坂 田 郡    | 高番村     | 高番村                | 高番村               | 春照村                     | 春照村                           | 春照村                        | 春照村                        | 春照村                       | 昭和31年9月1日 伊吹村       | 昭和46年2月1日 町制 伊吹町   | 平成17年2月14日 米原市       | 米原市 |
| 坂 田 郡    | 大清水村   | 大清水村              | 大清水村             | 春照村                     | 春照村                           | 春照村                        | 春照村                        | 春照村                       | 昭和31年9月1日 伊吹村       | 昭和46年2月1日 町制 伊吹町   | 平成17年2月14日 米原市       | 米原市 |
| 坂 田 郡    | 藤川村     | 藤川村                | 藤川村               | 春照村                     | 春照村                           | 春照村                        | 春照村                        | 春照村                       | 昭和31年9月1日 伊吹村       | 昭和46年2月1日 町制 伊吹町   | 平成17年2月14日 米原市       | 米原市 |
| 坂 田 郡    | 春照村     | 春照村                | 春照村               | 春照村                     | 春照村                           | 春照村                        | 春照村                        | 春照村                       | 昭和31年9月1日 伊吹村       | 昭和46年2月1日 町制 伊吹町   | 平成17年2月14日 米原市       | 米原市 |
| 坂 田 郡    | 上平寺村   | 上平寺村              | 上平寺村             | 春照村                     | 春照村                           | 春照村                        | 春照村                        | 春照村                       | 昭和31年9月1日 伊吹村       | 昭和46年2月1日 町制 伊吹町   | 平成17年2月14日 米原市       | 米原市 |
| 東 浅 井 郡 | 甲津原村   | 甲津原村              | 甲津原村             | 東草野村                   | 東草野村                         | 東草野村                      | 東草野村                      | 東草野村                     | 昭和31年9月1日 伊吹村       | 昭和46年2月1日 町制 伊吹町   | 平成17年2月14日 米原市       | 米原市 |
| 東 浅 井 郡 | 曲谷村     | 曲谷村                | 曲谷村               | 東草野村                   | 東草野村                         | 東草野村                      | 東草野村                      | 東草野村                     | 昭和31年9月1日 伊吹村       | 昭和46年2月1日 町制 伊吹町   | 平成17年2月14日 米原市       | 米原市 |
| 東 浅 井 郡 | 甲賀村     | 甲賀村                | 甲賀村               | 東草野村                   | 東草野村                         | 東草野村                      | 東草野村                      | 東草野村                     | 昭和31年9月1日 伊吹村       | 昭和46年2月1日 町制 伊吹町   | 平成17年2月14日 米原市       | 米原市 |
| 東 浅 井 郡 | 吉槻村     | 吉槻村                | 吉槻村               | 東草野村                   | 東草野村                         | 東草野村                      | 東草野村                      | 東草野村                     | 昭和31年9月1日 伊吹村       | 昭和46年2月1日 町制 伊吹町   | 平成17年2月14日 米原市       | 米原市 |
| 東 浅 井 郡 | 上板並村   | 上板並村              | 上板並村             | 東草野村                   | 東草野村                         | 東草野村                      | 東草野村                      | 東草野村                     | 昭和31年9月1日 伊吹村       | 昭和46年2月1日 町制 伊吹町   | 平成17年2月14日 米原市       | 米原市 |
| 東 浅 井 郡 | 下板並村   | 下板並村              | 下板並村             | 東草野村                   | 東草野村                         | 東草野村                      | 東草野村                      | 東草野村                     | 昭和31年9月1日 伊吹村       | 昭和46年2月1日 町制 伊吹町   | 平成17年2月14日 米原市       | 米原市 |
| 坂 田 郡    | 岩脇村     | 岩脇村                | 岩脇村               | 息長村                     | 息長村                           | 息長村                        | 息長村                        | 昭和30年4月1日 近江町        | 近江町                      | 近江町                       | 平成17年10月1日 米原市に編入 | 米原市 |
| 坂 田 郡    | 西円寺村   | 西円寺村              | 西円寺村             | 息長村                     | 息長村                           | 息長村                        | 息長村                        | 昭和30年4月1日 近江町        | 近江町                      | 近江町                       | 平成17年10月1日 米原市に編入 | 米原市 |
| 坂 田 郡    | 箕浦村     | 箕浦村                | 箕浦村               | 息長村                     | 息長村                           | 息長村                        | 息長村                        | 昭和30年4月1日 近江町        | 近江町                      | 近江町                       | 平成17年10月1日 米原市に編入 | 米原市 |
| 坂 田 郡    | 新庄村     | 新庄村                | 新庄村               | 息長村                     | 息長村                           | 息長村                        | 息長村                        | 昭和30年4月1日 近江町        | 近江町                      | 近江町                       | 平成17年10月1日 米原市に編入 | 米原市 |
| 坂 田 郡    | 寺倉村     | 寺倉村                | 寺倉村               | 息長村                     | 息長村                           | 息長村                        | 息長村                        | 昭和30年4月1日 近江町        | 近江町                      | 近江町                       | 平成17年10月1日 米原市に編入 | 米原市 |
| 坂 田 郡    | 能登瀬村   | 能登瀬村              | 能登瀬村             | 息長村                     | 息長村                           | 息長村                        | 息長村                        | 昭和30年4月1日 近江町        | 近江町                      | 近江町                       | 平成17年10月1日 米原市に編入 | 米原市 |
| 坂 田 郡    | 多和田村   | 多和田村              | 多和田村             | 息長村                     | 息長村                           | 息長村                        | 息長村                        | 昭和30年4月1日 近江町        | 近江町                      | 近江町                       | 平成17年10月1日 米原市に編入 | 米原市 |
| 坂 田 郡    | 日光寺村   | 日光寺村              | 日光寺村             | 息長村                     | 息長村                           | 息長村                        | 息長村                        | 昭和30年4月1日 近江町        | 近江町                      | 近江町                       | 平成17年10月1日 米原市に編入 | 米原市 |
| 坂 田 郡    | 顔戸村     | 顔戸村                | 顔戸村               | 息長村                     | 明治27年12月1日 分立 日撫村      | 昭和17年4月1日 坂田村         | 坂田村                        | 昭和30年4月1日 近江町        | 近江町                      | 近江町                       | 平成17年10月1日 米原市に編入 | 米原市 |
| 坂 田 郡    | 高溝村     | 高溝村                | 高溝村               | 息長村                     | 明治27年12月1日 分立 日撫村      | 昭和17年4月1日 坂田村         | 坂田村                        | 昭和30年4月1日 近江町        | 近江町                      | 近江町                       | 平成17年10月1日 米原市に編入 | 米原市 |
| 坂 田 郡    | 舟崎村     | 舟崎村                | 舟崎村               | 息長村                     | 明治27年12月1日 分立 日撫村      | 昭和17年4月1日 坂田村         | 坂田村                        | 昭和30年4月1日 近江町        | 近江町                      | 近江町                       | 平成17年10月1日 米原市に編入 | 米原市 |
| 坂 田 郡    | 世継村     | 世継村                | 世継村               | 法性寺村                   | 法性寺村                         | 昭和17年4月1日 坂田村         | 坂田村                        | 昭和30年4月1日 近江町        | 近江町                      | 近江町                       | 平成17年10月1日 米原市に編入 | 米原市 |
| 坂 田 郡    | 飯村       | 飯村                  | 飯村                 | 法性寺村                   | 法性寺村                         | 昭和17年4月1日 坂田村         | 坂田村                        | 昭和30年4月1日 近江町        | 近江町                      | 近江町                       | 平成17年10月1日 米原市に編入 | 米原市 |
| 坂 田 郡    | 宇賀野村   | 宇賀野村              | 宇賀野村             | 法性寺村                   | 法性寺村                         | 昭和17年4月1日 坂田村         | 坂田村                        | 昭和30年4月1日 近江町        | 近江町                      | 近江町                       | 平成17年10月1日 米原市に編入 | 米原市 |
| 坂 田 郡    | 長沢村     | 明治初年 長沢村       | 長沢村               | 法性寺村                   | 法性寺村                         | 昭和17年4月1日 坂田村         | 坂田村                        | 昭和30年4月1日 近江町        | 近江町                      | 近江町                       | 平成17年10月1日 米原市に編入 | 米原市 |
| 坂 田 郡    | 長沢新田   | 明治初年 長沢村       | 長沢村               | 法性寺村                   | 法性寺村                         | 昭和17年4月1日 坂田村         | 坂田村                        | 昭和30年4月1日 近江町        | 近江町                      | 近江町                       | 平成17年10月1日 米原市に編入 | 米原市 |
| 坂 田 郡    | 加田村     | 加田村                | 加田村               | 法性寺村                   | 明治30年3月1日 分立 神田村       | 昭和18年4月1日 長浜市         | 長浜市                        | 長浜市                       | 長浜市                      | 長浜市                       | 平成18年2月13日 長浜市       | 長浜市 |
| 坂 田 郡    | 加田今村   | 加田今村              | 加田今村             | 法性寺村                   | 明治30年3月1日 分立 神田村       | 昭和18年4月1日 長浜市         | 長浜市                        | 長浜市                       | 長浜市                      | 長浜市                       | 平成18年2月13日 長浜市       | 長浜市 |
| 坂 田 郡    | 長浜町     | 明治12年 長浜町       | 明治14年 長浜町      | 長浜町                     | 長浜町                           | 昭和18年4月1日 長浜市         | 長浜市                        | 長浜市                       | 長浜市                      | 長浜市                       | 平成18年2月13日 長浜市       | 長浜市 |
| 坂 田 郡    | 瀬田町村   | 明治12年 長浜町       | 明治14年 長浜町      | 長浜町                     | 長浜町                           | 昭和18年4月1日 長浜市         | 長浜市                        | 長浜市                       | 長浜市                      | 長浜市                       | 平成18年2月13日 長浜市       | 長浜市 |
| 坂 田 郡    | 三ツ屋村   | 明治12年 長浜町       | 明治14年 長浜町      | 長浜町                     | 長浜町                           | 昭和18年4月1日 長浜市         | 長浜市                        | 長浜市                       | 長浜市                      | 長浜市                       | 平成18年2月13日 長浜市       | 長浜市 |
| 坂 田 郡    | 宮村       | 明治12年 長浜町       | 明治14年 長浜町      | 長浜町                     | 長浜町                           | 昭和18年4月1日 長浜市         | 長浜市                        | 長浜市                       | 長浜市                      | 長浜市                       | 平成18年2月13日 長浜市       | 長浜市 |
| 坂 田 郡    | 北高田村   | 明治12年 長浜町       | 明治14年 長浜町      | 長浜町                     | 長浜町                           | 昭和18年4月1日 長浜市         | 長浜市                        | 長浜市                       | 長浜市                      | 長浜市                       | 平成18年2月13日 長浜市       | 長浜市 |
| 坂 田 郡    | 長浜新田   | 長浜新田              | 明治14年 長浜町      | 長浜町                     | 長浜町                           | 昭和18年4月1日 長浜市         | 長浜市                        | 長浜市                       | 長浜市                      | 長浜市                       | 平成18年2月13日 長浜市       | 長浜市 |
| 坂 田 郡    | 古殿町     | 古殿町                | 明治14年 長浜町      | 長浜町                     | 長浜町                           | 昭和18年4月1日 長浜市         | 長浜市                        | 長浜市                       | 長浜市                      | 長浜市                       | 平成18年2月13日 長浜市       | 長浜市 |
| 坂 田 郡    | 田村       | 田村                  | 田村                 | 六荘村                     | 六荘村                           | 昭和18年4月1日 長浜市         | 長浜市                        | 長浜市                       | 長浜市                      | 長浜市                       | 平成18年2月13日 長浜市       | 長浜市 |
| 坂 田 郡    | 寺田村     | 寺田村                | 寺田村               | 六荘村                     | 六荘村                           | 昭和18年4月1日 長浜市         | 長浜市                        | 長浜市                       | 長浜市                      | 長浜市                       | 平成18年2月13日 長浜市       | 長浜市 |
| 坂 田 郡    | 下坂中村   | 下坂中村              | 下坂中村             | 六荘村                     | 六荘村                           | 昭和18年4月1日 長浜市         | 長浜市                        | 長浜市                       | 長浜市                      | 長浜市                       | 平成18年2月13日 長浜市       | 長浜市 |
| 坂 田 郡    | 大戌亥村   | 大戌亥村              | 大戌亥村             | 六荘村                     | 六荘村                           | 昭和18年4月1日 長浜市         | 長浜市                        | 長浜市                       | 長浜市                      | 長浜市                       | 平成18年2月13日 長浜市       | 長浜市 |
| 坂 田 郡    | 高橋村     | 高橋村                | 高橋村               | 六荘村                     | 六荘村                           | 昭和18年4月1日 長浜市         | 長浜市                        | 長浜市                       | 長浜市                      | 長浜市                       | 平成18年2月13日 長浜市       | 長浜市 |
| 坂 田 郡    | 下坂浜村   | 下坂浜村              | 下坂浜村             | 六荘村                     | 六荘村                           | 昭和18年4月1日 長浜市         | 長浜市                        | 長浜市                       | 長浜市                      | 長浜市                       | 平成18年2月13日 長浜市       | 長浜市 |
| 坂 田 郡    | 平方村     | 平方村                | 平方村               | 六荘村                     | 六荘村                           | 昭和18年4月1日 長浜市         | 長浜市                        | 長浜市                       | 長浜市                      | 長浜市                       | 平成18年2月13日 長浜市       | 長浜市 |
| 坂 田 郡    | 南高田村   | 南高田村              | 南高田村             | 六荘村                     | 六荘村                           | 昭和18年4月1日 長浜市         | 長浜市                        | 長浜市                       | 長浜市                      | 長浜市                       | 平成18年2月13日 長浜市       | 長浜市 |
| 坂 田 郡    | 四塚村     | 四塚村                | 四塚村               | 六荘村                     | 六荘村                           | 昭和18年4月1日 長浜市         | 長浜市                        | 長浜市                       | 長浜市                      | 長浜市                       | 平成18年2月13日 長浜市       | 長浜市 |
| 坂 田 郡    | 勝村       | 勝村                  | 勝村                 | 六荘村                     | 六荘村                           | 昭和18年4月1日 長浜市         | 長浜市                        | 長浜市                       | 長浜市                      | 長浜市                       | 平成18年2月13日 長浜市       | 長浜市 |
| 坂 田 郡    | 永久寺村   | 永久寺村              | 永久寺村             | 六荘村                     | 六荘村                           | 昭和18年4月1日 長浜市         | 長浜市                        | 長浜市                       | 長浜市                      | 長浜市                       | 平成18年2月13日 長浜市       | 長浜市 |
| 坂 田 郡    | 大辰巳村   | 大辰巳村              | 大辰巳村             | 六荘村                     | 六荘村                           | 昭和18年4月1日 長浜市         | 長浜市                        | 長浜市                       | 長浜市                      | 長浜市                       | 平成18年2月13日 長浜市       | 長浜市 |
| 坂 田 郡    | 室村       | 室村                  | 室村                 | 六荘村                     | 六荘村                           | 昭和18年4月1日 長浜市         | 長浜市                        | 長浜市                       | 長浜市                      | 長浜市                       | 平成18年2月13日 長浜市       | 長浜市 |
| 坂 田 郡    | 八幡東村   | 八幡東村              | 八幡東村             | 六荘村                     | 六荘村                           | 昭和18年4月1日 長浜市         | 長浜市                        | 長浜市                       | 長浜市                      | 長浜市                       | 平成18年2月13日 長浜市       | 長浜市 |
| 坂 田 郡    | 川崎村     | 川崎村                | 川崎村               | 神照村                     | 神照村                           | 昭和18年4月1日 長浜市         | 長浜市                        | 長浜市                       | 長浜市                      | 長浜市                       | 平成18年2月13日 長浜市       | 長浜市 |
| 坂 田 郡    | 辰巳村     | 明治7年 山階村        | 山階村               | 神照村                     | 神照村                           | 昭和18年4月1日 長浜市         | 長浜市                        | 長浜市                       | 長浜市                      | 長浜市                       | 平成18年2月13日 長浜市       | 長浜市 |
| 坂 田 郡    | 乾村       | 明治7年 山階村        | 山階村               | 神照村                     | 神照村                           | 昭和18年4月1日 長浜市         | 長浜市                        | 長浜市                       | 長浜市                      | 長浜市                       | 平成18年2月13日 長浜市       | 長浜市 |
| 坂 田 郡    | 口分田村   | 口分田村              | 口分田村             | 神照村                     | 神照村                           | 昭和18年4月1日 長浜市         | 長浜市                        | 長浜市                       | 長浜市                      | 長浜市                       | 平成18年2月13日 長浜市       | 長浜市 |
| 坂 田 郡    | 今村       | 今村                  | 今村                 | 神照村                     | 神照村                           | 昭和18年4月1日 長浜市         | 長浜市                        | 長浜市                       | 長浜市                      | 長浜市                       | 平成18年2月13日 長浜市       | 長浜市 |
| 坂 田 郡    | 保田村     | 保田村                | 保田村               | 神照村                     | 神照村                           | 昭和18年4月1日 長浜市         | 長浜市                        | 長浜市                       | 長浜市                      | 長浜市                       | 平成18年2月13日 長浜市       | 長浜市 |
| 坂 田 郡    | 橋本村     | 橋本村                | 橋本村               | 神照村                     | 神照村                           | 昭和18年4月1日 長浜市         | 長浜市                        | 長浜市                       | 長浜市                      | 長浜市                       | 平成18年2月13日 長浜市       | 長浜市 |
| 坂 田 郡    | 国友村     | 国友村                | 国友村               | 神照村                     | 神照村                           | 昭和18年4月1日 長浜市         | 長浜市                        | 長浜市                       | 長浜市                      | 長浜市                       | 平成18年2月13日 長浜市       | 長浜市 |
| 坂 田 郡    | 中沢村     | 中沢村                | 中沢村               | 神照村                     | 神照村                           | 昭和18年4月1日 長浜市         | 長浜市                        | 長浜市                       | 長浜市                      | 長浜市                       | 平成18年2月13日 長浜市       | 長浜市 |
| 坂 田 郡    | 下之郷村   | 下之郷村              | 下之郷村             | 神照村                     | 神照村                           | 昭和18年4月1日 長浜市         | 長浜市                        | 長浜市                       | 長浜市                      | 長浜市                       | 平成18年2月13日 長浜市       | 長浜市 |
| 坂 田 郡    | 小沢村     | 小沢村                | 小沢村               | 神照村                     | 神照村                           | 昭和18年4月1日 長浜市         | 長浜市                        | 長浜市                       | 長浜市                      | 長浜市                       | 平成18年2月13日 長浜市       | 長浜市 |
| 坂 田 郡    | 新庄馬場村 | 新庄馬場村            | 新庄馬場村           | 神照村                     | 神照村                           | 昭和18年4月1日 長浜市         | 長浜市                        | 長浜市                       | 長浜市                      | 長浜市                       | 平成18年2月13日 長浜市       | 長浜市 |
| 坂 田 郡    | 新庄寺村   | 新庄寺村              | 新庄寺村             | 神照村                     | 神照村                           | 昭和18年4月1日 長浜市         | 長浜市                        | 長浜市                       | 長浜市                      | 長浜市                       | 平成18年2月13日 長浜市       | 長浜市 |
| 坂 田 郡    | 新庄中村   | 新庄中村              | 新庄中村             | 神照村                     | 神照村                           | 昭和18年4月1日 長浜市         | 長浜市                        | 長浜市                       | 長浜市                      | 長浜市                       | 平成18年2月13日 長浜市       | 長浜市 |
| 坂 田 郡    | 新庄東村   | 明治7年 南方村        | 南方村               | 神照村                     | 神照村                           | 昭和18年4月1日 長浜市         | 長浜市                        | 長浜市                       | 長浜市                      | 長浜市                       | 平成18年2月13日 長浜市       | 長浜市 |
| 坂 田 郡    | 新庄西村   | 明治7年 南方村        | 南方村               | 神照村                     | 神照村                           | 昭和18年4月1日 長浜市         | 長浜市                        | 長浜市                       | 長浜市                      | 長浜市                       | 平成18年2月13日 長浜市       | 長浜市 |
| 坂 田 郡    | 八幡中山村 | 八幡中山村            | 八幡中山村           | 神照村                     | 神照村                           | 昭和18年4月1日 長浜市         | 長浜市                        | 長浜市                       | 長浜市                      | 長浜市                       | 平成18年2月13日 長浜市       | 長浜市 |
| 坂 田 郡    | 十里村     | 十里村                | 十里村               | 神照村                     | 神照村                           | 昭和18年4月1日 長浜市         | 長浜市                        | 長浜市                       | 長浜市                      | 長浜市                       | 平成18年2月13日 長浜市       | 長浜市 |
| 坂 田 郡    | 列見村     | 列見村                | 列見村               | 神照村                     | 神照村                           | 昭和18年4月1日 長浜市         | 長浜市                        | 長浜市                       | 長浜市                      | 長浜市                       | 平成18年2月13日 長浜市       | 長浜市 |
| 坂 田 郡    | 祇園村     | 祇園村                | 祇園村               | 神照村                     | 神照村                           | 昭和18年4月1日 長浜市         | 長浜市                        | 長浜市                       | 長浜市                      | 長浜市                       | 平成18年2月13日 長浜市       | 長浜市 |
| 坂 田 郡    | 相撲村     | 相撲村                | 相撲村               | 神照村                     | 神照村                           | 昭和18年4月1日 長浜市         | 長浜市                        | 長浜市                       | 長浜市                      | 長浜市                       | 平成18年2月13日 長浜市       | 長浜市 |
| 坂 田 郡    | 森村       | 森村                  | 森村                 | 神照村                     | 神照村                           | 昭和18年4月1日 長浜市         | 長浜市                        | 長浜市                       | 長浜市                      | 長浜市                       | 平成18年2月13日 長浜市       | 長浜市 |
| 坂 田 郡    | 石田村     | 石田村                | 石田村               | 北郷里村                   | 北郷里村                         | 昭和18年4月1日 長浜市         | 長浜市                        | 長浜市                       | 長浜市                      | 長浜市                       | 平成18年2月13日 長浜市       | 長浜市 |
| 坂 田 郡    | 小屋村     | 小屋村                | 小屋村               | 北郷里村                   | 北郷里村                         | 昭和18年4月1日 長浜市         | 長浜市                        | 長浜市                       | 長浜市                      | 長浜市                       | 平成18年2月13日 長浜市       | 長浜市 |
| 坂 田 郡    | 堀部村     | 堀部村                | 堀部村               | 北郷里村                   | 北郷里村                         | 昭和18年4月1日 長浜市         | 長浜市                        | 長浜市                       | 長浜市                      | 長浜市                       | 平成18年2月13日 長浜市       | 長浜市 |
| 坂 田 郡    | 保多村     | 保多村                | 保多村               | 北郷里村                   | 北郷里村                         | 昭和18年4月1日 長浜市         | 長浜市                        | 長浜市                       | 長浜市                      | 長浜市                       | 平成18年2月13日 長浜市       | 長浜市 |
| 坂 田 郡    | 垣籠村     | 垣籠村                | 垣籠村               | 北郷里村                   | 北郷里村                         | 昭和18年4月1日 長浜市         | 長浜市                        | 長浜市                       | 長浜市                      | 長浜市                       | 平成18年2月13日 長浜市       | 長浜市 |
| 坂 田 郡    | 春近村     | 春近村                | 春近村               | 北郷里村                   | 北郷里村                         | 昭和18年4月1日 長浜市         | 長浜市                        | 長浜市                       | 長浜市                      | 長浜市                       | 平成18年2月13日 長浜市       | 長浜市 |
| 坂 田 郡    | 東上坂村   | 東上坂村              | 東上坂村             | 北郷里村                   | 北郷里村                         | 昭和18年4月1日 長浜市         | 長浜市                        | 長浜市                       | 長浜市                      | 長浜市                       | 平成18年2月13日 長浜市       | 長浜市 |
| 坂 田 郡    | 西上坂村   | 西上坂村              | 西上坂村             | 北郷里村                   | 北郷里村                         | 昭和18年4月1日 長浜市         | 長浜市                        | 長浜市                       | 長浜市                      | 長浜市                       | 平成18年2月13日 長浜市       | 長浜市 |
| 坂 田 郡    | 西上坂村   | 明治7年 分立 千草村   | 千草村               | 北郷里村                   | 北郷里村                         | 昭和18年4月1日 長浜市         | 長浜市                        | 長浜市                       | 長浜市                      | 長浜市                       | 平成18年2月13日 長浜市       | 長浜市 |
| 坂 田 郡    | 大東村     | 大東村                | 大東村               | 南郷里村                   | 南郷里村                         | 昭和18年4月1日 長浜市         | 長浜市                        | 長浜市                       | 長浜市                      | 長浜市                       | 平成18年2月13日 長浜市       | 長浜市 |
| 坂 田 郡    | 今川村     | 今川村                | 今川村               | 南郷里村                   | 南郷里村                         | 昭和18年4月1日 長浜市         | 長浜市                        | 長浜市                       | 長浜市                      | 長浜市                       | 平成18年2月13日 長浜市       | 長浜市 |
| 坂 田 郡    | 宮川村     | 明治7年 宮司村        | 宮司村               | 南郷里村                   | 南郷里村                         | 昭和18年4月1日 長浜市         | 長浜市                        | 長浜市                       | 長浜市                      | 長浜市                       | 平成18年2月13日 長浜市       | 長浜市 |
| 坂 田 郡    | 下司村     | 明治7年 宮司村        | 宮司村               | 南郷里村                   | 南郷里村                         | 昭和18年4月1日 長浜市         | 長浜市                        | 長浜市                       | 長浜市                      | 長浜市                       | 平成18年2月13日 長浜市       | 長浜市 |
| 坂 田 郡    | 小堀村     | 小堀村                | 小堀村               | 南郷里村                   | 南郷里村                         | 昭和18年4月1日 長浜市         | 長浜市                        | 長浜市                       | 長浜市                      | 長浜市                       | 平成18年2月13日 長浜市       | 長浜市 |
| 坂 田 郡    | 南田附村   | 南田附村              | 南田附村             | 南郷里村                   | 南郷里村                         | 昭和18年4月1日 長浜市         | 長浜市                        | 長浜市                       | 長浜市                      | 長浜市                       | 平成18年2月13日 長浜市       | 長浜市 |
| 坂 田 郡    | 加納村     | 加納村                | 加納村               | 南郷里村                   | 南郷里村                         | 昭和18年4月1日 長浜市         | 長浜市                        | 長浜市                       | 長浜市                      | 長浜市                       | 平成18年2月13日 長浜市       | 長浜市 |
| 坂 田 郡    | 榎木村     | 榎木村                | 榎木村               | 南郷里村                   | 南郷里村                         | 昭和18年4月1日 長浜市         | 長浜市                        | 長浜市                       | 長浜市                      | 長浜市                       | 平成18年2月13日 長浜市       | 長浜市 |
| 坂 田 郡    | 北田附村   | 明治12年 新栄村       | 新栄村               | 南郷里村                   | 南郷里村                         | 昭和18年4月1日 長浜市         | 長浜市                        | 長浜市                       | 長浜市                      | 長浜市                       | 平成18年2月13日 長浜市       | 長浜市 |
| 坂 田 郡    | 北小足村   | 明治12年 新栄村       | 新栄村               | 南郷里村                   | 南郷里村                         | 昭和18年4月1日 長浜市         | 長浜市                        | 長浜市                       | 長浜市                      | 長浜市                       | 平成18年2月13日 長浜市       | 長浜市 |
| 坂 田 郡    | 南小足村   | 南小足村              | 南小足村             | 南郷里村                   | 南郷里村                         | 昭和18年4月1日 長浜市         | 長浜市                        | 長浜市                       | 長浜市                      | 長浜市                       | 平成18年2月13日 長浜市       | 長浜市 |
| 坂 田 郡    | 七条村     | 七条村                | 七条村               | 南郷里村                   | 南郷里村                         | 昭和18年4月1日 長浜市         | 長浜市                        | 長浜市                       | 長浜市                      | 長浜市                       | 平成18年2月13日 長浜市       | 長浜市 |
| 坂 田 郡    | 布施村     | 明治7年 薗原村        | 薗原村               | 西黒田村                   | 西黒田村                         | 昭和18年4月1日 長浜市         | 長浜市                        | 長浜市                       | 長浜市                      | 長浜市                       | 平成18年2月13日 長浜市       | 長浜市 |
| 坂 田 郡    | 小一条村   | 明治7年 薗原村        | 薗原村               | 西黒田村                   | 西黒田村                         | 昭和18年4月1日 長浜市         | 長浜市                        | 長浜市                       | 長浜市                      | 長浜市                       | 平成18年2月13日 長浜市       | 長浜市 |
| 坂 田 郡    | 名越村     | 名越村                | 名越村               | 西黒田村                   | 西黒田村                         | 昭和18年4月1日 長浜市         | 長浜市                        | 長浜市                       | 長浜市                      | 長浜市                       | 平成18年2月13日 長浜市       | 長浜市 |
| 坂 田 郡    | 常喜村     | 常喜村                | 常喜村               | 西黒田村                   | 西黒田村                         | 昭和18年4月1日 長浜市         | 長浜市                        | 長浜市                       | 長浜市                      | 長浜市                       | 平成18年2月13日 長浜市       | 長浜市 |
| 坂 田 郡    | 鳥羽上村   | 鳥羽上村              | 鳥羽上村             | 西黒田村                   | 西黒田村                         | 昭和18年4月1日 長浜市         | 長浜市                        | 長浜市                       | 長浜市                      | 長浜市                       | 平成18年2月13日 長浜市       | 長浜市 |
| 坂 田 郡    | 本庄村     | 本庄村                | 本庄村               | 西黒田村                   | 西黒田村                         | 昭和18年4月1日 長浜市         | 長浜市                        | 長浜市                       | 長浜市                      | 長浜市                       | 平成18年2月13日 長浜市       | 長浜市 |
| 坂 田 郡    | 八条村     | 八条村                | 八条村               | 西黒田村                   | 西黒田村                         | 昭和18年4月1日 長浜市         | 長浜市                        | 長浜市                       | 長浜市                      | 長浜市                       | 平成18年2月13日 長浜市       | 長浜市 |
| 坂 田 郡    | 相撲庭村   | 相撲庭村              | 相撲庭村             | 東浅井郡 七尾村            | 七尾村                           | 七尾村                        | 七尾村                        | 昭和29年10月1日 浅井町       | 浅井町                      | 浅井町                       | 平成18年2月13日 長浜市       | 長浜市 |
| 東 浅 井 郡 | 法楽寺村   | 法楽寺村              | 法楽寺村             | 東浅井郡 七尾村            | 七尾村                           | 七尾村                        | 七尾村                        | 昭和29年10月1日 浅井町       | 浅井町                      | 浅井町                       | 平成18年2月13日 長浜市       | 長浜市 |
| 東 浅 井 郡 | 南池村     | 南池村                | 南池村               | 東浅井郡 七尾村            | 七尾村                           | 七尾村                        | 七尾村                        | 昭和29年10月1日 浅井町       | 浅井町                      | 浅井町                       | 平成18年2月13日 長浜市       | 長浜市 |
| 東 浅 井 郡 | 北池村     | 北池村                | 北池村               | 東浅井郡 七尾村            | 七尾村                           | 七尾村                        | 七尾村                        | 昭和29年10月1日 浅井町       | 浅井町                      | 浅井町                       | 平成18年2月13日 長浜市       | 長浜市 |
| 東 浅 井 郡 | 佐野村     | 佐野村                | 佐野村               | 東浅井郡 七尾村            | 七尾村                           | 七尾村                        | 七尾村                        | 昭和29年10月1日 浅井町       | 浅井町                      | 浅井町                       | 平成18年2月13日 長浜市       | 長浜市 |
| 東 浅 井 郡 | 今庄村     | 今庄村                | 今庄村               | 東浅井郡 七尾村            | 七尾村                           | 七尾村                        | 七尾村                        | 昭和29年10月1日 浅井町       | 浅井町                      | 浅井町                       | 平成18年2月13日 長浜市       | 長浜市 |
| 東 浅 井 郡 | 野村       | 野村                  | 野村                 | 東浅井郡 七尾村            | 七尾村                           | 七尾村                        | 七尾村                        | 昭和29年10月1日 浅井町       | 浅井町                      | 浅井町                       | 平成18年2月13日 長浜市       | 長浜市 |
| 東 浅 井 郡 | 木尾村     | 木尾村                | 木尾村               | 田根村                     | 田根村                           | 田根村                        | 田根村                        | 昭和29年10月1日 浅井町       | 浅井町                      | 浅井町                       | 平成18年2月13日 長浜市       | 長浜市 |
| 東 浅 井 郡 | 上野村     | 上野村                | 上野村               | 田根村                     | 田根村                           | 田根村                        | 田根村                        | 昭和29年10月1日 浅井町       | 浅井町                      | 浅井町                       | 平成18年2月13日 長浜市       | 長浜市 |
| 東 浅 井 郡 | 小室村     | 小室村                | 小室村               | 田根村                     | 田根村                           | 田根村                        | 田根村                        | 昭和29年10月1日 浅井町       | 浅井町                      | 浅井町                       | 平成18年2月13日 長浜市       | 長浜市 |
| 東 浅 井 郡 | 黒部村     | 黒部村                | 黒部村               | 田根村                     | 田根村                           | 田根村                        | 田根村                        | 昭和29年10月1日 浅井町       | 浅井町                      | 浅井町                       | 平成18年2月13日 長浜市       | 長浜市 |
| 東 浅 井 郡 | 竜安寺村   | 竜安寺村              | 竜安寺村             | 田根村                     | 田根村                           | 田根村                        | 田根村                        | 昭和29年10月1日 浅井町       | 浅井町                      | 浅井町                       | 平成18年2月13日 長浜市       | 長浜市 |
| 東 浅 井 郡 | 谷口村     | 谷口村                | 谷口村               | 田根村                     | 田根村                           | 田根村                        | 田根村                        | 昭和29年10月1日 浅井町       | 浅井町                      | 浅井町                       | 平成18年2月13日 長浜市       | 長浜市 |
| 東 浅 井 郡 | 北野村     | 北野村                | 明治15年 北野村      | 田根村                     | 田根村                           | 田根村                        | 田根村                        | 昭和29年10月1日 浅井町       | 浅井町                      | 浅井町                       | 平成18年2月13日 長浜市       | 長浜市 |
| 東 浅 井 郡 | 竜岸寺村   | 竜岸寺村              | 明治15年 北野村      | 田根村                     | 田根村                           | 田根村                        | 田根村                        | 昭和29年10月1日 浅井町       | 浅井町                      | 浅井町                       | 平成18年2月13日 長浜市       | 長浜市 |
| 東 浅 井 郡 | 力丸村     | 力丸村                | 力丸村               | 田根村                     | 田根村                           | 田根村                        | 田根村                        | 昭和29年10月1日 浅井町       | 浅井町                      | 浅井町                       | 平成18年2月13日 長浜市       | 長浜市 |
| 東 浅 井 郡 | 野田村     | 野田村                | 野田村               | 田根村                     | 田根村                           | 田根村                        | 田根村                        | 昭和29年10月1日 浅井町       | 浅井町                      | 浅井町                       | 平成18年2月13日 長浜市       | 長浜市 |
| 東 浅 井 郡 | 高畑村     | 高畑村                | 高畑村               | 田根村                     | 田根村                           | 田根村                        | 田根村                        | 昭和29年10月1日 浅井町       | 浅井町                      | 浅井町                       | 平成18年2月13日 長浜市       | 長浜市 |
| 東 浅 井 郡 | 池奥村     | 池奥村                | 池奥村               | 田根村                     | 田根村                           | 田根村                        | 田根村                        | 昭和29年10月1日 浅井町       | 浅井町                      | 浅井町                       | 平成18年2月13日 長浜市       | 長浜市 |
| 東 浅 井 郡 | 瓜生村     | 瓜生村                | 瓜生村               | 田根村                     | 田根村                           | 田根村                        | 田根村                        | 昭和29年10月1日 浅井町       | 浅井町                      | 浅井町                       | 平成18年2月13日 長浜市       | 長浜市 |
| 東 浅 井 郡 | 田川村     | 田川村                | 田川村               | 田根村                     | 田根村                           | 田根村                        | 田根村                        | 昭和29年10月1日 浅井町       | 浅井町                      | 浅井町                       | 平成18年2月13日 長浜市       | 長浜市 |
| 東 浅 井 郡 | 須賀谷村   | 須賀谷村              | 須賀谷村             | 田根村                     | 田根村                           | 田根村                        | 田根村                        | 昭和29年10月1日 浅井町       | 浅井町                      | 浅井町                       | 平成18年2月13日 長浜市       | 長浜市 |
| 東 浅 井 郡 | 三田村     | 三田村                | 三田村               | 湯田村                     | 湯田村                           | 湯田村                        | 湯田村                        | 昭和29年10月1日 浅井町       | 浅井町                      | 浅井町                       | 平成18年2月13日 長浜市       | 長浜市 |
| 東 浅 井 郡 | 大路村     | 大路村                | 大路村               | 湯田村                     | 湯田村                           | 湯田村                        | 湯田村                        | 昭和29年10月1日 浅井町       | 浅井町                      | 浅井町                       | 平成18年2月13日 長浜市       | 長浜市 |
| 東 浅 井 郡 | 内保村     | 内保村                | 内保村               | 湯田村                     | 湯田村                           | 湯田村                        | 湯田村                        | 昭和29年10月1日 浅井町       | 浅井町                      | 浅井町                       | 平成18年2月13日 長浜市       | 長浜市 |
| 東 浅 井 郡 | 湯次村     | 湯次村                | 湯次村               | 湯田村                     | 湯田村                           | 湯田村                        | 湯田村                        | 昭和29年10月1日 浅井町       | 浅井町                      | 浅井町                       | 平成18年2月13日 長浜市       | 長浜市 |
| 東 浅 井 郡 | 尊野村     | 尊野村                | 尊野村               | 湯田村                     | 湯田村                           | 湯田村                        | 湯田村                        | 昭和29年10月1日 浅井町       | 浅井町                      | 浅井町                       | 平成18年2月13日 長浜市       | 長浜市 |
| 東 浅 井 郡 | 平塚村     | 平塚村                | 平塚村               | 湯田村                     | 湯田村                           | 湯田村                        | 湯田村                        | 昭和29年10月1日 浅井町       | 浅井町                      | 浅井町                       | 平成18年2月13日 長浜市       | 長浜市 |
| 東 浅 井 郡 | 八島村     | 八島村                | 八島村               | 湯田村                     | 湯田村                           | 湯田村                        | 湯田村                        | 昭和29年10月1日 浅井町       | 浅井町                      | 浅井町                       | 平成18年2月13日 長浜市       | 長浜市 |
| 東 浅 井 郡 | 大依村     | 大依村                | 大依村               | 湯田村                     | 湯田村                           | 湯田村                        | 湯田村                        | 昭和29年10月1日 浅井町       | 浅井町                      | 浅井町                       | 平成18年2月13日 長浜市       | 長浜市 |
| 東 浅 井 郡 | 尊勝寺村   | 尊勝寺村              | 尊勝寺村             | 湯田村                     | 湯田村                           | 湯田村                        | 湯田村                        | 昭和29年10月1日 浅井町       | 浅井町                      | 浅井町                       | 平成18年2月13日 長浜市       | 長浜市 |
| 東 浅 井 郡 | 尊勝寺村   | 明治7年 分立 西野村   | 西野村               | 湯田村                     | 湯田村                           | 湯田村                        | 湯田村                        | 昭和29年10月1日 浅井町       | 浅井町                      | 浅井町                       | 平成18年2月13日 長浜市       | 長浜市 |
| 東 浅 井 郡 | 山之前村   | 山之前村              | 山之前村             | 湯田村                     | 湯田村                           | 湯田村                        | 湯田村                        | 昭和29年10月1日 浅井町       | 浅井町                      | 浅井町                       | 平成18年2月13日 長浜市       | 長浜市 |
| 東 浅 井 郡 | 徳山村     | 徳山村                | 徳山村               | 下草野村                   | 下草野村                         | 下草野村                      | 下草野村                      | 昭和29年10月1日 浅井町       | 浅井町                      | 浅井町                       | 平成18年2月13日 長浜市       | 長浜市 |
| 東 浅 井 郡 | 醍醐村     | 醍醐村                | 醍醐村               | 下草野村                   | 下草野村                         | 下草野村                      | 下草野村                      | 昭和29年10月1日 浅井町       | 浅井町                      | 浅井町                       | 平成18年2月13日 長浜市       | 長浜市 |
| 東 浅 井 郡 | 小野寺村   | 小野寺村              | 小野寺村             | 下草野村                   | 下草野村                         | 下草野村                      | 下草野村                      | 昭和29年10月1日 浅井町       | 浅井町                      | 浅井町                       | 平成18年2月13日 長浜市       | 長浜市 |
| 東 浅 井 郡 | 東野村     | 東野村                | 東野村               | 下草野村                   | 下草野村                         | 下草野村                      | 下草野村                      | 昭和29年10月1日 浅井町       | 浅井町                      | 浅井町                       | 平成18年2月13日 長浜市       | 長浜市 |
| 東 浅 井 郡 | 北ノ郷村   | 北ノ郷村              | 北ノ郷村             | 下草野村                   | 下草野村                         | 下草野村                      | 下草野村                      | 昭和29年10月1日 浅井町       | 浅井町                      | 浅井町                       | 平成18年2月13日 長浜市       | 長浜市 |
| 東 浅 井 郡 | 飯山村     | 飯山村                | 飯山村               | 下草野村                   | 下草野村                         | 下草野村                      | 下草野村                      | 昭和29年10月1日 浅井町       | 浅井町                      | 浅井町                       | 平成18年2月13日 長浜市       | 長浜市 |
| 東 浅 井 郡 | 当目村     | 当目村                | 当目村               | 下草野村                   | 下草野村                         | 下草野村                      | 下草野村                      | 昭和29年10月1日 浅井町       | 浅井町                      | 浅井町                       | 平成18年2月13日 長浜市       | 長浜市 |
| 東 浅 井 郡 | 大門村     | 大門村                | 大門村               | 下草野村                   | 下草野村                         | 下草野村                      | 下草野村                      | 昭和29年10月1日 浅井町       | 浅井町                      | 浅井町                       | 平成18年2月13日 長浜市       | 長浜市 |
| 東 浅 井 郡 | 乗倉村     | 乗倉村                | 乗倉村               | 下草野村                   | 下草野村                         | 下草野村                      | 下草野村                      | 昭和29年10月1日 浅井町       | 浅井町                      | 浅井町                       | 平成18年2月13日 長浜市       | 長浜市 |
| 東 浅 井 郡 | 南郷村     | 南郷村                | 南郷村               | 下草野村                   | 下草野村                         | 下草野村                      | 下草野村                      | 昭和29年10月1日 浅井町       | 浅井町                      | 浅井町                       | 平成18年2月13日 長浜市       | 長浜市 |
| 東 浅 井 郡 | 西主計村   | 西主計村              | 西主計村             | 下草野村                   | 下草野村                         | 下草野村                      | 下草野村                      | 昭和29年10月1日 浅井町       | 浅井町                      | 浅井町                       | 平成18年2月13日 長浜市       | 長浜市 |
| 東 浅 井 郡 | 東主計村   | 東主計村              | 東主計村             | 下草野村                   | 下草野村                         | 下草野村                      | 下草野村                      | 昭和29年10月1日 浅井町       | 浅井町                      | 浅井町                       | 平成18年2月13日 長浜市       | 長浜市 |
| 東 浅 井 郡 | 郷野村     | 郷野村                | 郷野村               | 上草野村                   | 上草野村                         | 上草野村                      | 上草野村                      | 上草野村                     | 昭和31年5月3日 浅井町に編入 | 浅井町                       | 平成18年2月13日 長浜市       | 長浜市 |
| 東 浅 井 郡 | 野瀬村     | 野瀬村                | 野瀬村               | 上草野村                   | 上草野村                         | 上草野村                      | 上草野村                      | 上草野村                     | 昭和31年5月3日 浅井町に編入 | 浅井町                       | 平成18年2月13日 長浜市       | 長浜市 |
| 東 浅 井 郡 | 中村       | 明治7年 改称 草野村   | 草野村               | 上草野村                   | 上草野村                         | 上草野村                      | 上草野村                      | 上草野村                     | 昭和31年5月3日 浅井町に編入 | 浅井町                       | 平成18年2月13日 長浜市       | 長浜市 |
| 東 浅 井 郡 | 高山村     | 高山村                | 高山村               | 上草野村                   | 上草野村                         | 上草野村                      | 上草野村                      | 上草野村                     | 昭和31年5月3日 浅井町に編入 | 浅井町                       | 平成18年2月13日 長浜市       | 長浜市 |
| 東 浅 井 郡 | 寺師村     | 寺師村                | 寺師村               | 上草野村                   | 上草野村                         | 上草野村                      | 上草野村                      | 上草野村                     | 昭和31年5月3日 浅井町に編入 | 浅井町                       | 平成18年2月13日 長浜市       | 長浜市 |
| 東 浅 井 郡 | 西村       | 西村                  | 西村                 | 上草野村                   | 上草野村                         | 上草野村                      | 上草野村                      | 上草野村                     | 昭和31年5月3日 浅井町に編入 | 浅井町                       | 平成18年2月13日 長浜市       | 長浜市 |
| 東 浅 井 郡 | 田村       | 明治7年 改称 太田村   | 太田村               | 上草野村                   | 上草野村                         | 上草野村                      | 上草野村                      | 上草野村                     | 昭和31年5月3日 浅井町に編入 | 浅井町                       | 平成18年2月13日 長浜市       | 長浜市 |
| 東 浅 井 郡 | 鍛冶屋村   | 鍛冶屋村              | 鍛冶屋村             | 上草野村                   | 上草野村                         | 上草野村                      | 上草野村                      | 上草野村                     | 昭和31年5月3日 浅井町に編入 | 浅井町                       | 平成18年2月13日 長浜市       | 長浜市 |
| 東 浅 井 郡 | 岡谷村     | 岡谷村                | 岡谷村               | 上草野村                   | 上草野村                         | 上草野村                      | 上草野村                      | 上草野村                     | 昭和31年5月3日 浅井町に編入 | 浅井町                       | 平成18年2月13日 長浜市       | 長浜市 |
| 東 浅 井 郡 | 錦織村     | 錦織村                | 錦織村               | 南福村                     | 明治23年3月15日 改称 大郷村      | 南福村                        | 大郷村                        | 大郷村                       | 昭和31年9月25日 びわ村      | 昭和46年4月1日 町制 びわ町   | 平成18年2月13日 長浜市       | 長浜市 |
| 東 浅 井 郡 | 落合村     | 落合村                | 落合村               | 南福村                     | 明治23年3月15日 改称 大郷村      | 南福村                        | 大郷村                        | 大郷村                       | 昭和31年9月25日 びわ村      | 昭和46年4月1日 町制 びわ町   | 平成18年2月13日 長浜市       | 長浜市 |
| 東 浅 井 郡 | 難波村     | 難波村                | 難波村               | 南福村                     | 明治23年3月15日 改称 大郷村      | 南福村                        | 大郷村                        | 大郷村                       | 昭和31年9月25日 びわ村      | 昭和46年4月1日 町制 びわ町   | 平成18年2月13日 長浜市       | 長浜市 |
| 東 浅 井 郡 | 新居村     | 新居村                | 新居村               | 南福村                     | 明治23年3月15日 改称 大郷村      | 南福村                        | 大郷村                        | 大郷村                       | 昭和31年9月25日 びわ村      | 昭和46年4月1日 町制 びわ町   | 平成18年2月13日 長浜市       | 長浜市 |
| 東 浅 井 郡 | 野寺村     | 野寺村                | 野寺村               | 南福村                     | 明治23年3月15日 改称 大郷村      | 南福村                        | 大郷村                        | 大郷村                       | 昭和31年9月25日 びわ村      | 昭和46年4月1日 町制 びわ町   | 平成18年2月13日 長浜市       | 長浜市 |
| 東 浅 井 郡 | 八木浜村   | 八木浜村              | 八木浜村             | 南福村                     | 明治23年3月15日 改称 大郷村      | 南福村                        | 大郷村                        | 大郷村                       | 昭和31年9月25日 びわ村      | 昭和46年4月1日 町制 びわ町   | 平成18年2月13日 長浜市       | 長浜市 |
| 東 浅 井 郡 | 大浜村     | 大浜村                | 大浜村               | 南福村                     | 明治23年3月15日 改称 大郷村      | 南福村                        | 大郷村                        | 大郷村                       | 昭和31年9月25日 びわ村      | 昭和46年4月1日 町制 びわ町   | 平成18年2月13日 長浜市       | 長浜市 |
| 東 浅 井 郡 | 南浜村     | 南浜村                | 南浜村               | 南福村                     | 明治23年3月15日 改称 大郷村      | 南福村                        | 大郷村                        | 大郷村                       | 昭和31年9月25日 びわ村      | 昭和46年4月1日 町制 びわ町   | 平成18年2月13日 長浜市       | 長浜市 |
| 東 浅 井 郡 | 川道村     | 川道村                | 川道村               | 南福村                     | 明治23年3月15日 改称 大郷村      | 南福村                        | 大郷村                        | 大郷村                       | 昭和31年9月25日 びわ村      | 昭和46年4月1日 町制 びわ町   | 平成18年2月13日 長浜市       | 長浜市 |
| 東 浅 井 郡 | 曽根村     | 曽根村                | 曽根村               | 南福村                     | 明治23年3月15日 改称 大郷村      | 南福村                        | 大郷村                        | 大郷村                       | 昭和31年9月25日 びわ村      | 昭和46年4月1日 町制 びわ町   | 平成18年2月13日 長浜市       | 長浜市 |
| 東 浅 井 郡 | 細江村     | 細江村                | 細江村               | 南福村                     | 明治23年3月15日 改称 大郷村      | 南福村                        | 大郷村                        | 大郷村                       | 昭和31年9月25日 びわ村      | 昭和46年4月1日 町制 びわ町   | 平成18年2月13日 長浜市       | 長浜市 |
| 東 浅 井 郡 | 安養寺村   | 安養寺村              | 安養寺村             | 竹生村                     | 竹生村                           | 竹生村                        | 竹生村                        | 竹生村                       | 昭和31年9月25日 びわ村      | 昭和46年4月1日 町制 びわ町   | 平成18年2月13日 長浜市       | 長浜市 |
| 東 浅 井 郡 | 益田村     | 益田村                | 益田村               | 竹生村                     | 竹生村                           | 竹生村                        | 竹生村                        | 竹生村                       | 昭和31年9月25日 びわ村      | 昭和46年4月1日 町制 びわ町   | 平成18年2月13日 長浜市       | 長浜市 |
| 東 浅 井 郡 | 富田村     | 富田村                | 富田村               | 竹生村                     | 竹生村                           | 竹生村                        | 竹生村                        | 竹生村                       | 昭和31年9月25日 びわ村      | 昭和46年4月1日 町制 びわ町   | 平成18年2月13日 長浜市       | 長浜市 |
| 東 浅 井 郡 | 香花寺村   | 香花寺村              | 香花寺村             | 竹生村                     | 竹生村                           | 竹生村                        | 竹生村                        | 竹生村                       | 昭和31年9月25日 びわ村      | 昭和46年4月1日 町制 びわ町   | 平成18年2月13日 長浜市       | 長浜市 |
| 東 浅 井 郡 | 稲葉村     | 稲葉村                | 稲葉村               | 竹生村                     | 竹生村                           | 竹生村                        | 竹生村                        | 竹生村                       | 昭和31年9月25日 びわ村      | 昭和46年4月1日 町制 びわ町   | 平成18年2月13日 長浜市       | 長浜市 |
| 東 浅 井 郡 | 小観音寺村 | 小観音寺村            | 小観音寺村           | 竹生村                     | 竹生村                           | 竹生村                        | 竹生村                        | 竹生村                       | 昭和31年9月25日 びわ村      | 昭和46年4月1日 町制 びわ町   | 平成18年2月13日 長浜市       | 長浜市 |
| 東 浅 井 郡 | 弓削村     | 弓削村                | 弓削村               | 竹生村                     | 竹生村                           | 竹生村                        | 竹生村                        | 竹生村                       | 昭和31年9月25日 びわ村      | 昭和46年4月1日 町制 びわ町   | 平成18年2月13日 長浜市       | 長浜市 |
| 東 浅 井 郡 | 十九村     | 十九村                | 十九村               | 竹生村                     | 竹生村                           | 竹生村                        | 竹生村                        | 竹生村                       | 昭和31年9月25日 びわ村      | 昭和46年4月1日 町制 びわ町   | 平成18年2月13日 長浜市       | 長浜市 |
| 東 浅 井 郡 | 上八木村   | 上八木村              | 上八木村             | 竹生村                     | 竹生村                           | 竹生村                        | 竹生村                        | 竹生村                       | 昭和31年9月25日 びわ村      | 昭和46年4月1日 町制 びわ町   | 平成18年2月13日 長浜市       | 長浜市 |
| 東 浅 井 郡 | 下八木村   | 下八木村              | 下八木村             | 竹生村                     | 竹生村                           | 竹生村                        | 竹生村                        | 竹生村                       | 昭和31年9月25日 びわ村      | 昭和46年4月1日 町制 びわ町   | 平成18年2月13日 長浜市       | 長浜市 |
| 東 浅 井 郡 | 早崎村     | 早崎村                | 早崎村               | 竹生村                     | 竹生村                           | 竹生村                        | 竹生村                        | 竹生村                       | 昭和31年9月25日 びわ村      | 昭和46年4月1日 町制 びわ町   | 平成18年2月13日 長浜市       | 長浜市 |
| 東 浅 井 郡 | 中野村     | 中野村                | 中野村               | 虎姫村                     | 虎姫村                           | 昭和15年12月10日 町制 虎姫町  | 虎姫町                        | 虎姫町                       | 虎姫町                      | 虎姫町                       | 平成22年1月1日 長浜市に編入  | 長浜市 |
| 東 浅 井 郡 | 大寺村     | 大寺村                | 大寺村               | 虎姫村                     | 虎姫村                           | 昭和15年12月10日 町制 虎姫町  | 虎姫町                        | 虎姫町                       | 虎姫町                      | 虎姫町                       | 平成22年1月1日 長浜市に編入  | 長浜市 |
| 東 浅 井 郡 | 三川村     | 三川村                | 三川村               | 虎姫村                     | 虎姫村                           | 昭和15年12月10日 町制 虎姫町  | 虎姫町                        | 虎姫町                       | 虎姫町                      | 虎姫町                       | 平成22年1月1日 長浜市に編入  | 長浜市 |
| 東 浅 井 郡 | 宮部村     | 宮部村                | 宮部村               | 虎姫村                     | 虎姫村                           | 昭和15年12月10日 町制 虎姫町  | 虎姫町                        | 虎姫町                       | 虎姫町                      | 虎姫町                       | 平成22年1月1日 長浜市に編入  | 長浜市 |
| 東 浅 井 郡 | 大井村     | 大井村                | 大井村               | 虎姫村                     | 虎姫村                           | 昭和15年12月10日 町制 虎姫町  | 虎姫町                        | 虎姫町                       | 虎姫町                      | 虎姫町                       | 平成22年1月1日 長浜市に編入  | 長浜市 |
| 東 浅 井 郡 | 五村       | 五村                  | 五村                 | 虎姫村                     | 虎姫村                           | 昭和15年12月10日 町制 虎姫町  | 虎姫町                        | 虎姫町                       | 虎姫町                      | 虎姫町                       | 平成22年1月1日 長浜市に編入  | 長浜市 |
| 東 浅 井 郡 | 酢村       | 酢村                  | 酢村                 | 虎姫村                     | 虎姫村                           | 昭和15年12月10日 町制 虎姫町  | 虎姫町                        | 虎姫町                       | 虎姫町                      | 虎姫町                       | 平成22年1月1日 長浜市に編入  | 長浜市 |
| 東 浅 井 郡 | 田村       | 田村                  | 田村                 | 虎姫村                     | 虎姫村                           | 昭和15年12月10日 町制 虎姫町  | 虎姫町                        | 虎姫町                       | 虎姫町                      | 虎姫町                       | 平成22年1月1日 長浜市に編入  | 長浜市 |
| 東 浅 井 郡 | 月ヶ瀬村   | 月ヶ瀬村              | 月ヶ瀬村             | 虎姫村                     | 虎姫村                           | 昭和15年12月10日 町制 虎姫町  | 虎姫町                        | 虎姫町                       | 虎姫町                      | 虎姫町                       | 平成22年1月1日 長浜市に編入  | 長浜市 |
| 東 浅 井 郡 | 唐国村     | 唐国村                | 唐国村               | 虎姫村                     | 虎姫村                           | 昭和15年12月10日 町制 虎姫町  | 虎姫町                        | 虎姫町                       | 虎姫町                      | 虎姫町                       | 平成22年1月1日 長浜市に編入  | 長浜市 |
| 東 浅 井 郡 | 小今村     | 小今村                | 小今村               | 速水村                     | 速水村                           | 速水村                        | 速水村                        | 昭和30年1月1日 湖北町        | 昭和31年9月30日 湖北町      | 湖北町                       | 平成22年1月1日 長浜市に編入  | 長浜市 |
| 東 浅 井 郡 | 賀村       | 賀村                  | 賀村                 | 速水村                     | 速水村                           | 速水村                        | 速水村                        | 昭和30年1月1日 湖北町        | 昭和31年9月30日 湖北町      | 湖北町                       | 平成22年1月1日 長浜市に編入  | 長浜市 |
| 東 浅 井 郡 | 馬渡村     | 馬渡村                | 馬渡村               | 速水村                     | 速水村                           | 速水村                        | 速水村                        | 昭和30年1月1日 湖北町        | 昭和31年9月30日 湖北町      | 湖北町                       | 平成22年1月1日 長浜市に編入  | 長浜市 |
| 東 浅 井 郡 | 大安寺村   | 大安寺村              | 大安寺村             | 速水村                     | 速水村                           | 速水村                        | 速水村                        | 昭和30年1月1日 湖北町        | 昭和31年9月30日 湖北町      | 湖北町                       | 平成22年1月1日 長浜市に編入  | 長浜市 |
| 東 浅 井 郡 | 南速水村   | 南速水村              | 南速水村             | 速水村                     | 速水村                           | 速水村                        | 速水村                        | 昭和30年1月1日 湖北町        | 昭和31年9月30日 湖北町      | 湖北町                       | 平成22年1月1日 長浜市に編入  | 長浜市 |
| 東 浅 井 郡 | 小倉村     | 小倉村                | 小倉村               | 速水村                     | 速水村                           | 速水村                        | 速水村                        | 昭和30年1月1日 湖北町        | 昭和31年9月30日 湖北町      | 湖北町                       | 平成22年1月1日 長浜市に編入  | 長浜市 |
| 東 浅 井 郡 | 高田村     | 高田村                | 高田村               | 速水村                     | 速水村                           | 速水村                        | 速水村                        | 昭和30年1月1日 湖北町        | 昭和31年9月30日 湖北町      | 湖北町                       | 平成22年1月1日 長浜市に編入  | 長浜市 |
| 東 浅 井 郡 | 速水村     | 速水村                | 速水村               | 速水村                     | 速水村                           | 速水村                        | 速水村                        | 昭和30年1月1日 湖北町        | 昭和31年9月30日 湖北町      | 湖北町                       | 平成22年1月1日 長浜市に編入  | 長浜市 |
| 東 浅 井 郡 | 青名村     | 青名村                | 青名村               | 速水村                     | 速水村                           | 速水村                        | 速水村                        | 昭和30年1月1日 湖北町        | 昭和31年9月30日 湖北町      | 湖北町                       | 平成22年1月1日 長浜市に編入  | 長浜市 |
| 東 浅 井 郡 | 八日市村   | 八日市村              | 八日市村             | 速水村                     | 速水村                           | 速水村                        | 速水村                        | 昭和30年1月1日 湖北町        | 昭和31年9月30日 湖北町      | 湖北町                       | 平成22年1月1日 長浜市に編入  | 長浜市 |
| 東 浅 井 郡 | 猫口村     | 猫口村                | 猫口村               | 速水村                     | 速水村                           | 速水村                        | 速水村                        | 昭和30年1月1日 湖北町        | 昭和31年9月30日 湖北町      | 湖北町                       | 平成22年1月1日 長浜市に編入  | 長浜市 |
| 東 浅 井 郡 | 猫沢村     | 明治7年 改称 沢村     | 沢村                 | 速水村                     | 速水村                           | 速水村                        | 速水村                        | 昭和30年1月1日 湖北町        | 昭和31年9月30日 湖北町      | 湖北町                       | 平成22年1月1日 長浜市に編入  | 長浜市 |
| 東 浅 井 郡 | 今村       | 今村                  | 今村                 | 速水村                     | 速水村                           | 速水村                        | 速水村                        | 昭和30年1月1日 湖北町        | 昭和31年9月30日 湖北町      | 湖北町                       | 平成22年1月1日 長浜市に編入  | 長浜市 |
| 東 浅 井 郡 | 上山田村   | 上山田村              | 上山田村             | 小谷村                     | 小谷村                           | 小谷村                        | 小谷村                        | 昭和30年1月1日 湖北町        | 昭和31年9月30日 湖北町      | 湖北町                       | 平成22年1月1日 長浜市に編入  | 長浜市 |
| 東 浅 井 郡 | 下山田村   | 下山田村              | 下山田村             | 小谷村                     | 小谷村                           | 小谷村                        | 小谷村                        | 昭和30年1月1日 湖北町        | 昭和31年9月30日 湖北町      | 湖北町                       | 平成22年1月1日 長浜市に編入  | 長浜市 |
| 東 浅 井 郡 | 二俣村     | 二俣村                | 二俣村               | 小谷村                     | 小谷村                           | 小谷村                        | 小谷村                        | 昭和30年1月1日 湖北町        | 昭和31年9月30日 湖北町      | 湖北町                       | 平成22年1月1日 長浜市に編入  | 長浜市 |
| 東 浅 井 郡 | 丁野村     | 丁野村                | 丁野村               | 小谷村                     | 小谷村                           | 小谷村                        | 小谷村                        | 昭和30年1月1日 湖北町        | 昭和31年9月30日 湖北町      | 湖北町                       | 平成22年1月1日 長浜市に編入  | 長浜市 |
| 東 浅 井 郡 | 山脇村     | 山脇村                | 山脇村               | 小谷村                     | 小谷村                           | 小谷村                        | 小谷村                        | 昭和30年1月1日 湖北町        | 昭和31年9月30日 湖北町      | 湖北町                       | 平成22年1月1日 長浜市に編入  | 長浜市 |
| 東 浅 井 郡 | 河毛村     | 河毛村                | 河毛村               | 小谷村                     | 小谷村                           | 小谷村                        | 小谷村                        | 昭和30年1月1日 湖北町        | 昭和31年9月30日 湖北町      | 湖北町                       | 平成22年1月1日 長浜市に編入  | 長浜市 |
| 東 浅 井 郡 | 別所村     | 別所村                | 別所村               | 小谷村                     | 小谷村                           | 小谷村                        | 小谷村                        | 昭和30年1月1日 湖北町        | 昭和31年9月30日 湖北町      | 湖北町                       | 平成22年1月1日 長浜市に編入  | 長浜市 |
| 東 浅 井 郡 | 留目村     | 留目村                | 留目村               | 小谷村                     | 小谷村                           | 小谷村                        | 小谷村                        | 昭和30年1月1日 湖北町        | 昭和31年9月30日 湖北町      | 湖北町                       | 平成22年1月1日 長浜市に編入  | 長浜市 |
| 東 浅 井 郡 | 伊部村     | 伊部村                | 伊部村               | 小谷村                     | 小谷村                           | 小谷村                        | 小谷村                        | 昭和30年1月1日 湖北町        | 昭和31年9月30日 湖北町      | 湖北町                       | 平成22年1月1日 長浜市に編入  | 長浜市 |
| 東 浅 井 郡 | 郡上村     | 郡上村                | 郡上村               | 小谷村                     | 小谷村                           | 小谷村                        | 小谷村                        | 昭和30年1月1日 湖北町        | 昭和31年9月30日 湖北町      | 湖北町                       | 平成22年1月1日 長浜市に編入  | 長浜市 |
| 東 浅 井 郡 |            | 明治7年 起立 美濃山村 | 美濃山村             | 小谷村                     | 小谷村                           | 小谷村                        | 小谷村                        | 昭和30年1月1日 湖北町        | 昭和31年9月30日 湖北町      | 湖北町                       | 平成22年1月1日 長浜市に編入  | 長浜市 |
| 東 浅 井 郡 | 五坪村     | 五坪村                | 五坪村               | 朝日村                     | 朝日村                           | 朝日村                        | 朝日村                        | 朝日村                       | 昭和31年9月30日 湖北町      | 湖北町                       | 平成22年1月1日 長浜市に編入  | 長浜市 |
| 東 浅 井 郡 | 五坪村     | 明治7年 分立 大光寺村 | 大光寺村             | 朝日村                     | 朝日村                           | 朝日村                        | 朝日村                        | 朝日村                       | 昭和31年9月30日 湖北町      | 湖北町                       | 平成22年1月1日 長浜市に編入  | 長浜市 |
| 東 浅 井 郡 | 田中村     | 田中村                | 田中村               | 朝日村                     | 朝日村                           | 朝日村                        | 朝日村                        | 朝日村                       | 昭和31年9月30日 湖北町      | 湖北町                       | 平成22年1月1日 長浜市に編入  | 長浜市 |
| 東 浅 井 郡 | 川原村     | 明治7年 山本村        | 山本村               | 朝日村                     | 朝日村                           | 朝日村                        | 朝日村                        | 朝日村                       | 昭和31年9月30日 湖北町      | 湖北町                       | 平成22年1月1日 長浜市に編入  | 長浜市 |
| 東 浅 井 郡 | 種路村     | 明治7年 山本村        | 山本村               | 朝日村                     | 朝日村                           | 朝日村                        | 朝日村                        | 朝日村                       | 昭和31年9月30日 湖北町      | 湖北町                       | 平成22年1月1日 長浜市に編入  | 長浜市 |
| 東 浅 井 郡 | 市場村     | 明治7年 山本村        | 山本村               | 朝日村                     | 朝日村                           | 朝日村                        | 朝日村                        | 朝日村                       | 昭和31年9月30日 湖北町      | 湖北町                       | 平成22年1月1日 長浜市に編入  | 長浜市 |
| 東 浅 井 郡 | 津里村     | 津里村                | 津里村               | 朝日村                     | 朝日村                           | 朝日村                        | 朝日村                        | 朝日村                       | 昭和31年9月30日 湖北町      | 湖北町                       | 平成22年1月1日 長浜市に編入  | 長浜市 |
| 東 浅 井 郡 | 津里村     | 明治7年 分立 石川村   | 石川村               | 朝日村                     | 朝日村                           | 朝日村                        | 朝日村                        | 朝日村                       | 昭和31年9月30日 湖北町      | 湖北町                       | 平成22年1月1日 長浜市に編入  | 長浜市 |
| 東 浅 井 郡 | 津里村     | 明治7年 分立 東尾上村 | 東尾上村             | 朝日村                     | 朝日村                           | 朝日村                        | 朝日村                        | 朝日村                       | 昭和31年9月30日 湖北町      | 湖北町                       | 平成22年1月1日 長浜市に編入  | 長浜市 |
| 東 浅 井 郡 | 尾上村     | 尾上村                | 尾上村               | 朝日村                     | 朝日村                           | 朝日村                        | 朝日村                        | 朝日村                       | 昭和31年9月30日 湖北町      | 湖北町                       | 平成22年1月1日 長浜市に編入  | 長浜市 |
| 東 浅 井 郡 | 今西村     | 今西村                | 今西村               | 朝日村                     | 朝日村                           | 朝日村                        | 朝日村                        | 朝日村                       | 昭和31年9月30日 湖北町      | 湖北町                       | 平成22年1月1日 長浜市に編入  | 長浜市 |
| 東 浅 井 郡 | 延勝寺村   | 延勝寺村              | 延勝寺村             | 朝日村                     | 朝日村                           | 朝日村                        | 朝日村                        | 朝日村                       | 昭和31年9月30日 湖北町      | 湖北町                       | 平成22年1月1日 長浜市に編入  | 長浜市 |
| 東 浅 井 郡 | 海老江村   | 海老江村              | 海老江村             | 朝日村                     | 朝日村                           | 朝日村                        | 朝日村                        | 朝日村                       | 昭和31年9月30日 湖北町      | 湖北町                       | 平成22年1月1日 長浜市に編入  | 長浜市 |
| 伊 香 郡    | 木之本村   | 木之本村              | 木之本村             | 木之本村                   | 大正7年4月1日 町制 木之本町      | 昭和18年6月1日 木之本町       | 木之本町                      | 昭和29年12月1日 木之本町     | 木之本町                    | 木之本町                     | 平成22年1月1日 長浜市に編入  | 長浜市 |
| 伊 香 郡    | 木之本村   | 明治7年 分立 広瀬村   | 広瀬村               | 木之本村                   | 大正7年4月1日 町制 木之本町      | 昭和18年6月1日 木之本町       | 木之本町                      | 昭和29年12月1日 木之本町     | 木之本町                    | 木之本町                     | 平成22年1月1日 長浜市に編入  | 長浜市 |
| 伊 香 郡    | 田部村     | 田部村                | 田部村               | 木之本村                   | 大正7年4月1日 町制 木之本町      | 昭和18年6月1日 木之本町       | 木之本町                      | 昭和29年12月1日 木之本町     | 木之本町                    | 木之本町                     | 平成22年1月1日 長浜市に編入  | 長浜市 |
| 伊 香 郡    | 千田村     | 千田村                | 千田村               | 木之本村                   | 大正7年4月1日 町制 木之本町      | 昭和18年6月1日 木之本町       | 木之本町                      | 昭和29年12月1日 木之本町     | 木之本町                    | 木之本町                     | 平成22年1月1日 長浜市に編入  | 長浜市 |
| 伊 香 郡    | 黒田村     | 黒田村                | 黒田村               | 木之本村                   | 大正7年4月1日 町制 木之本町      | 昭和18年6月1日 木之本町       | 木之本町                      | 昭和29年12月1日 木之本町     | 木之本町                    | 木之本町                     | 平成22年1月1日 長浜市に編入  | 長浜市 |
| 伊 香 郡    | 山梨子村   | 山梨子村              | 山梨子村             | 伊香具村                   | 伊香具村                         | 昭和18年6月1日 木之本町       | 昭和23年5月10日 分立 伊香具村 | 昭和29年12月1日 木之本町     | 木之本町                    | 木之本町                     | 平成22年1月1日 長浜市に編入  | 長浜市 |
| 伊 香 郡    | 飯浦村     | 飯浦村                | 飯浦村               | 伊香具村                   | 伊香具村                         | 昭和18年6月1日 木之本町       | 昭和23年5月10日 分立 伊香具村 | 昭和29年12月1日 木之本町     | 木之本町                    | 木之本町                     | 平成22年1月1日 長浜市に編入  | 長浜市 |
| 伊 香 郡    | 赤尾村     | 赤尾村                | 赤尾村               | 伊香具村                   | 伊香具村                         | 昭和18年6月1日 木之本町       | 昭和23年5月10日 分立 伊香具村 | 昭和29年12月1日 木之本町     | 木之本町                    | 木之本町                     | 平成22年1月1日 長浜市に編入  | 長浜市 |
| 伊 香 郡    | 赤尾村     | 明治7年 分立 北布施村 | 北布施村             | 伊香具村                   | 伊香具村                         | 昭和18年6月1日 木之本町       | 昭和23年5月10日 分立 伊香具村 | 昭和29年12月1日 木之本町     | 木之本町                    | 木之本町                     | 平成22年1月1日 長浜市に編入  | 長浜市 |
| 伊 香 郡    | 西山村     | 西山村                | 西山村               | 伊香具村                   | 伊香具村                         | 昭和18年6月1日 木之本町       | 昭和23年5月10日 分立 伊香具村 | 昭和29年12月1日 木之本町     | 木之本町                    | 木之本町                     | 平成22年1月1日 長浜市に編入  | 長浜市 |
| 伊 香 郡    | 西山村     | 明治7年 分立 田居村   | 田居村               | 伊香具村                   | 伊香具村                         | 昭和18年6月1日 木之本町       | 昭和23年5月10日 分立 伊香具村 | 昭和29年12月1日 木之本町     | 木之本町                    | 木之本町                     | 平成22年1月1日 長浜市に編入  | 長浜市 |
| 伊 香 郡    | 大音村     | 大音村                | 大音村               | 伊香具村                   | 伊香具村                         | 昭和18年6月1日 木之本町       | 昭和23年5月10日 分立 伊香具村 | 昭和29年12月1日 木之本町     | 木之本町                    | 木之本町                     | 平成22年1月1日 長浜市に編入  | 長浜市 |
| 伊 香 郡    | 杉野村     | 杉野村                | 杉野村               | 杉野村                     | 杉野村                           | 杉野村                        | 杉野村                        | 昭和29年12月1日 木之本町     | 木之本町                    | 木之本町                     | 平成22年1月1日 長浜市に編入  | 長浜市 |
| 伊 香 郡    | 杉野村     | 明治12年 分立 杉本村  | 杉本村               | 杉野村                     | 杉野村                           | 杉野村                        | 杉野村                        | 昭和29年12月1日 木之本町     | 木之本町                    | 木之本町                     | 平成22年1月1日 長浜市に編入  | 長浜市 |
| 伊 香 郡    | 金居原村   | 金居原村              | 金居原村             | 杉野村                     | 杉野村                           | 杉野村                        | 杉野村                        | 昭和29年12月1日 木之本町     | 木之本町                    | 木之本町                     | 平成22年1月1日 長浜市に編入  | 長浜市 |
| 伊 香 郡    | 河合村     | 明治8年 分立 音羽村   | 音羽村               | 杉野村                     | 杉野村                           | 杉野村                        | 杉野村                        | 昭和29年12月1日 木之本町     | 木之本町                    | 木之本町                     | 平成22年1月1日 長浜市に編入  | 長浜市 |
| 伊 香 郡    | 河合村     | 河合村                | 河合村               | 高時村                     | 高時村                           | 高時村                        | 高時村                        | 昭和29年12月1日 木之本町     | 木之本町                    | 木之本町                     | 平成22年1月1日 長浜市に編入  | 長浜市 |
| 伊 香 郡    | 古橋村     | 古橋村                | 古橋村               | 高時村                     | 高時村                           | 高時村                        | 高時村                        | 昭和29年12月1日 木之本町     | 木之本町                    | 木之本町                     | 平成22年1月1日 長浜市に編入  | 長浜市 |
| 伊 香 郡    | 石道村     | 石道村                | 石道村               | 高時村                     | 高時村                           | 高時村                        | 高時村                        | 昭和29年12月1日 木之本町     | 木之本町                    | 木之本町                     | 平成22年1月1日 長浜市に編入  | 長浜市 |
| 伊 香 郡    | 小山村     | 小山村                | 小山村               | 高時村                     | 高時村                           | 高時村                        | 高時村                        | 昭和29年12月1日 木之本町     | 木之本町                    | 木之本町                     | 平成22年1月1日 長浜市に編入  | 長浜市 |
| 伊 香 郡    | 大見村     | 大見村                | 大見村               | 高時村                     | 高時村                           | 高時村                        | 高時村                        | 昭和29年12月1日 木之本町     | 木之本町                    | 木之本町                     | 平成22年1月1日 長浜市に編入  | 長浜市 |
| 伊 香 郡    | 高野村     | 高野村                | 高野村               | 高時村                     | 高時村                           | 高時村                        | 高時村                        | 昭和29年12月1日 木之本町     | 昭和31年4月1日 高月町に編入 | 高月町                       | 平成22年1月1日 長浜市に編入  | 長浜市 |
| 伊 香 郡    | 保延寺村   | 保延寺村              | 保延寺村             | 北富永村                   | 北富永村                         | 北富永村                      | 北富永村                      | 昭和29年12月1日 高月町       | 高月町                      | 高月町                       | 平成22年1月1日 長浜市に編入  | 長浜市 |
| 伊 香 郡    | 持寺村     | 持寺村                | 持寺村               | 北富永村                   | 北富永村                         | 北富永村                      | 北富永村                      | 昭和29年12月1日 高月町       | 高月町                      | 高月町                       | 平成22年1月1日 長浜市に編入  | 長浜市 |
| 伊 香 郡    | 尾山村     | 尾山村                | 尾山村               | 北富永村                   | 北富永村                         | 北富永村                      | 北富永村                      | 昭和29年12月1日 高月町       | 高月町                      | 高月町                       | 平成22年1月1日 長浜市に編入  | 長浜市 |
| 伊 香 郡    | 洞戸村     | 洞戸村                | 洞戸村               | 北富永村                   | 北富永村                         | 北富永村                      | 北富永村                      | 昭和29年12月1日 高月町       | 高月町                      | 高月町                       | 平成22年1月1日 長浜市に編入  | 長浜市 |
| 伊 香 郡    | 井口村     | 井口村                | 井口村               | 北富永村                   | 北富永村                         | 北富永村                      | 北富永村                      | 昭和29年12月1日 高月町       | 高月町                      | 高月町                       | 平成22年1月1日 長浜市に編入  | 長浜市 |
| 伊 香 郡    | 雨森村     | 雨森村                | 雨森村               | 北富永村                   | 北富永村                         | 北富永村                      | 北富永村                      | 昭和29年12月1日 高月町       | 高月町                      | 高月町                       | 平成22年1月1日 長浜市に編入  | 長浜市 |
| 伊 香 郡    | 馬上村     | 馬上村                | 馬上村               | 北富永村                   | 北富永村                         | 昭和15年9月1日 南富永村に編入 | 南富永村                      | 昭和29年12月1日 高月町       | 高月町                      | 高月町                       | 平成22年1月1日 長浜市に編入  | 長浜市 |
| 伊 香 郡    | 柏原村     | 柏原村                | 柏原村               | 南富永村                   | 南富永村                         | 南富永村                      | 南富永村                      | 昭和29年12月1日 高月町       | 高月町                      | 高月町                       | 平成22年1月1日 長浜市に編入  | 長浜市 |
| 伊 香 郡    | 渡岸寺村   | 渡岸寺村              | 渡岸寺村             | 南富永村                   | 南富永村                         | 南富永村                      | 南富永村                      | 昭和29年12月1日 高月町       | 高月町                      | 高月町                       | 平成22年1月1日 長浜市に編入  | 長浜市 |
| 伊 香 郡    | 森本村     | 森本村                | 森本村               | 南富永村                   | 南富永村                         | 南富永村                      | 南富永村                      | 昭和29年12月1日 高月町       | 高月町                      | 高月町                       | 平成22年1月1日 長浜市に編入  | 長浜市 |
| 伊 香 郡    | 落川村     | 落川村                | 落川村               | 南富永村                   | 南富永村                         | 南富永村                      | 南富永村                      | 昭和29年12月1日 高月町       | 高月町                      | 高月町                       | 平成22年1月1日 長浜市に編入  | 長浜市 |
| 伊 香 郡    | 高月村     | 高月村                | 高月村               | 南富永村                   | 南富永村                         | 南富永村                      | 南富永村                      | 昭和29年12月1日 高月町       | 高月町                      | 高月町                       | 平成22年1月1日 長浜市に編入  | 長浜市 |
| 伊 香 郡    | 宇根村     | 宇根村                | 宇根村               | 南富永村                   | 南富永村                         | 南富永村                      | 南富永村                      | 昭和29年12月1日 高月町       | 高月町                      | 高月町                       | 平成22年1月1日 長浜市に編入  | 長浜市 |
| 伊 香 郡    | 東阿閉村   | 東阿閉村              | 東阿閉村             | 南富永村                   | 南富永村                         | 南富永村                      | 南富永村                      | 昭和29年12月1日 高月町       | 高月町                      | 高月町                       | 平成22年1月1日 長浜市に編入  | 長浜市 |
| 伊 香 郡    | 西野村     | 西野村                | 西野村               | 古保利村                   | 古保利村                         | 古保利村                      | 古保利村                      | 昭和29年12月1日 高月町       | 高月町                      | 高月町                       | 平成22年1月1日 長浜市に編入  | 長浜市 |
| 伊 香 郡    | 片山村     | 片山村                | 片山村               | 古保利村                   | 古保利村                         | 古保利村                      | 古保利村                      | 昭和29年12月1日 高月町       | 高月町                      | 高月町                       | 平成22年1月1日 長浜市に編入  | 長浜市 |
| 伊 香 郡    | 重則村     | 重則村                | 重則村               | 古保利村                   | 古保利村                         | 古保利村                      | 古保利村                      | 昭和29年12月1日 高月町       | 高月町                      | 高月町                       | 平成22年1月1日 長浜市に編入  | 長浜市 |
| 伊 香 郡    | 熊野村     | 熊野村                | 熊野村               | 古保利村                   | 古保利村                         | 古保利村                      | 古保利村                      | 昭和29年12月1日 高月町       | 高月町                      | 高月町                       | 平成22年1月1日 長浜市に編入  | 長浜市 |
| 伊 香 郡    | 松尾村     | 松尾村                | 松尾村               | 古保利村                   | 古保利村                         | 古保利村                      | 古保利村                      | 昭和29年12月1日 高月町       | 高月町                      | 高月町                       | 平成22年1月1日 長浜市に編入  | 長浜市 |
| 伊 香 郡    | 東柳野村   | 東柳野村              | 東柳野村             | 古保利村                   | 古保利村                         | 古保利村                      | 古保利村                      | 昭和29年12月1日 高月町       | 高月町                      | 高月町                       | 平成22年1月1日 長浜市に編入  | 長浜市 |
| 伊 香 郡    | 柳野中村   | 柳野中村              | 柳野中村             | 古保利村                   | 古保利村                         | 古保利村                      | 古保利村                      | 昭和29年12月1日 高月町       | 高月町                      | 高月町                       | 平成22年1月1日 長浜市に編入  | 長浜市 |
| 伊 香 郡    | 西柳野村   | 西柳野村              | 西柳野村             | 古保利村                   | 古保利村                         | 古保利村                      | 古保利村                      | 昭和29年12月1日 高月町       | 高月町                      | 高月町                       | 平成22年1月1日 長浜市に編入  | 長浜市 |
| 伊 香 郡    | 西阿閉村   | 西阿閉村              | 西阿閉村             | 古保利村                   | 古保利村                         | 古保利村                      | 古保利村                      | 昭和29年12月1日 高月町       | 高月町                      | 高月町                       | 平成22年1月1日 長浜市に編入  | 長浜市 |
| 伊 香 郡    | 磯野村     | 磯野村                | 磯野村               | 七郷村                     | 七郷村                           | 七郷村                        | 七郷村                        | 昭和30年3月31日 高月町に編入 | 高月町                      | 高月町                       | 平成22年1月1日 長浜市に編入  | 長浜市 |
| 伊 香 郡    | 西物部村   | 西物部村              | 西物部村             | 七郷村                     | 七郷村                           | 七郷村                        | 七郷村                        | 昭和30年3月31日 高月町に編入 | 高月町                      | 高月町                       | 平成22年1月1日 長浜市に編入  | 長浜市 |
| 伊 香 郡    | 東物部村   | 東物部村              | 東物部村             | 七郷村                     | 七郷村                           | 七郷村                        | 七郷村                        | 昭和30年3月31日 高月町に編入 | 高月町                      | 高月町                       | 平成22年1月1日 長浜市に編入  | 長浜市 |
| 伊 香 郡    | 横山村     | 横山村                | 横山村               | 七郷村                     | 七郷村                           | 七郷村                        | 七郷村                        | 昭和30年3月31日 高月町に編入 | 高月町                      | 高月町                       | 平成22年1月1日 長浜市に編入  | 長浜市 |
| 伊 香 郡    | 東高田村   | 東高田村              | 東高田村             | 七郷村                     | 七郷村                           | 七郷村                        | 七郷村                        | 昭和30年3月31日 高月町に編入 | 高月町                      | 高月町                       | 平成22年1月1日 長浜市に編入  | 長浜市 |
| 伊 香 郡    | 布施村     | 布施村                | 布施村               | 七郷村                     | 七郷村                           | 七郷村                        | 七郷村                        | 昭和30年3月31日 高月町に編入 | 高月町                      | 高月町                       | 平成22年1月1日 長浜市に編入  | 長浜市 |
| 伊 香 郡    | 唐川村     | 唐川村                | 唐川村               | 七郷村                     | 七郷村                           | 七郷村                        | 七郷村                        | 昭和30年3月31日 高月町に編入 | 高月町                      | 高月町                       | 平成22年1月1日 長浜市に編入  | 長浜市 |
| 伊 香 郡    | 坂口村     | 坂口村                | 坂口村               | 余呉村                     | 余呉村                           | 余呉村                        | 余呉村                        | 昭和29年12月15日 余呉村      | 余呉村                      | 昭和46年4月1日 町制 余呉町   | 平成22年1月1日 長浜市に編入  | 長浜市 |
| 伊 香 郡    | 下余呉村   | 下余呉村              | 下余呉村             | 余呉村                     | 余呉村                           | 余呉村                        | 余呉村                        | 昭和29年12月15日 余呉村      | 余呉村                      | 昭和46年4月1日 町制 余呉町   | 平成22年1月1日 長浜市に編入  | 長浜市 |
| 伊 香 郡    | 中之郷村   | 中之郷村              | 中之郷村             | 余呉村                     | 余呉村                           | 余呉村                        | 余呉村                        | 昭和29年12月15日 余呉村      | 余呉村                      | 昭和46年4月1日 町制 余呉町   | 平成22年1月1日 長浜市に編入  | 長浜市 |
| 伊 香 郡    | 川並村     | 明治初年 川並村       | 川並村               | 余呉村                     | 余呉村                           | 余呉村                        | 余呉村                        | 昭和29年12月15日 余呉村      | 余呉村                      | 昭和46年4月1日 町制 余呉町   | 平成22年1月1日 長浜市に編入  | 長浜市 |
| 伊 香 郡    | 川並新田村 | 明治初年 川並村       | 川並村               | 余呉村                     | 余呉村                           | 余呉村                        | 余呉村                        | 昭和29年12月15日 余呉村      | 余呉村                      | 昭和46年4月1日 町制 余呉町   | 平成22年1月1日 長浜市に編入  | 長浜市 |
| 伊 香 郡    | 八戸村     | 八戸村                | 八戸村               | 余呉村                     | 余呉村                           | 余呉村                        | 余呉村                        | 昭和29年12月15日 余呉村      | 余呉村                      | 昭和46年4月1日 町制 余呉町   | 平成22年1月1日 長浜市に編入  | 長浜市 |
| 伊 香 郡    | 下丹生村   | 下丹生村              | 下丹生村             | 丹生村                     | 丹生村                           | 丹生村                        | 丹生村                        | 昭和29年12月15日 余呉村      | 余呉村                      | 昭和46年4月1日 町制 余呉町   | 平成22年1月1日 長浜市に編入  | 長浜市 |
| 伊 香 郡    | 上丹生村   | 上丹生村              | 上丹生村             | 丹生村                     | 丹生村                           | 丹生村                        | 丹生村                        | 昭和29年12月15日 余呉村      | 余呉村                      | 昭和46年4月1日 町制 余呉町   | 平成22年1月1日 長浜市に編入  | 長浜市 |
| 伊 香 郡    | 上丹生村   | 明治12年 分立 摺見村  | 摺見村               | 丹生村                     | 丹生村                           | 丹生村                        | 丹生村                        | 昭和29年12月15日 余呉村      | 余呉村                      | 昭和46年4月1日 町制 余呉町   | 平成22年1月1日 長浜市に編入  | 長浜市 |
| 伊 香 郡    | 菅並村     | 菅並村                | 菅並村               | 丹生村                     | 丹生村                           | 丹生村                        | 丹生村                        | 昭和29年12月15日 余呉村      | 余呉村                      | 昭和46年4月1日 町制 余呉町   | 平成22年1月1日 長浜市に編入  | 長浜市 |
| 伊 香 郡    | 小原村     | 小原村                | 小原村               | 丹生村                     | 丹生村                           | 丹生村                        | 丹生村                        | 昭和29年12月15日 余呉村      | 余呉村                      | 昭和46年4月1日 町制 余呉町   | 平成22年1月1日 長浜市に編入  | 長浜市 |
| 伊 香 郡    | 田戸村     | 田戸村                | 田戸村               | 丹生村                     | 丹生村                           | 丹生村                        | 丹生村                        | 昭和29年12月15日 余呉村      | 余呉村                      | 昭和46年4月1日 町制 余呉町   | 平成22年1月1日 長浜市に編入  | 長浜市 |
| 伊 香 郡    | 奥川並村   | 奥川並村              | 奥川並村             | 丹生村                     | 丹生村                           | 丹生村                        | 丹生村                        | 昭和29年12月15日 余呉村      | 余呉村                      | 昭和46年4月1日 町制 余呉町   | 平成22年1月1日 長浜市に編入  | 長浜市 |
| 伊 香 郡    | 鷲見村     | 鷲見村                | 鷲見村               | 丹生村                     | 丹生村                           | 丹生村                        | 丹生村                        | 昭和29年12月15日 余呉村      | 余呉村                      | 昭和46年4月1日 町制 余呉町   | 平成22年1月1日 長浜市に編入  | 長浜市 |
| 伊 香 郡    | 尾羽梨村   | 尾羽梨村              | 尾羽梨村             | 丹生村                     | 丹生村                           | 丹生村                        | 丹生村                        | 昭和29年12月15日 余呉村      | 余呉村                      | 昭和46年4月1日 町制 余呉町   | 平成22年1月1日 長浜市に編入  | 長浜市 |
| 伊 香 郡    | 針川村     | 針川村                | 針川村               | 丹生村                     | 丹生村                           | 丹生村                        | 丹生村                        | 昭和29年12月15日 余呉村      | 余呉村                      | 昭和46年4月1日 町制 余呉町   | 平成22年1月1日 長浜市に編入  | 長浜市 |
| 伊 香 郡    | 中河内村   | 中河内村              | 中河内村             | 片岡村                     | 片岡村                           | 片岡村                        | 片岡村                        | 昭和29年12月15日 余呉村      | 余呉村                      | 昭和46年4月1日 町制 余呉町   | 平成22年1月1日 長浜市に編入  | 長浜市 |
| 伊 香 郡    | 椿坂村     | 椿坂村                | 椿坂村               | 片岡村                     | 片岡村                           | 片岡村                        | 片岡村                        | 昭和29年12月15日 余呉村      | 余呉村                      | 昭和46年4月1日 町制 余呉町   | 平成22年1月1日 長浜市に編入  | 長浜市 |
| 伊 香 郡    | 柳ヶ瀬村   | 柳ヶ瀬村              | 柳ヶ瀬村             | 片岡村                     | 片岡村                           | 片岡村                        | 片岡村                        | 昭和29年12月15日 余呉村      | 余呉村                      | 昭和46年4月1日 町制 余呉町   | 平成22年1月1日 長浜市に編入  | 長浜市 |
| 伊 香 郡    | 東野村     | 東野村                | 東野村               | 片岡村                     | 片岡村                           | 片岡村                        | 片岡村                        | 昭和29年12月15日 余呉村      | 余呉村                      | 昭和46年4月1日 町制 余呉町   | 平成22年1月1日 長浜市に編入  | 長浜市 |
| 伊 香 郡    | 今市村     | 今市村                | 今市村               | 片岡村                     | 片岡村                           | 片岡村                        | 片岡村                        | 昭和29年12月15日 余呉村      | 余呉村                      | 昭和46年4月1日 町制 余呉町   | 平成22年1月1日 長浜市に編入  | 長浜市 |
| 伊 香 郡    | 国安村     | 国安村                | 国安村               | 片岡村                     | 片岡村                           | 片岡村                        | 片岡村                        | 昭和29年12月15日 余呉村      | 余呉村                      | 昭和46年4月1日 町制 余呉町   | 平成22年1月1日 長浜市に編入  | 長浜市 |
| 伊 香 郡    | 文室村     | 文室村                | 文室村               | 片岡村                     | 片岡村                           | 片岡村                        | 片岡村                        | 昭和29年12月15日 余呉村      | 余呉村                      | 昭和46年4月1日 町制 余呉町   | 平成22年1月1日 長浜市に編入  | 長浜市 |
| 伊 香 郡    | 池原村     | 池原村                | 池原村               | 片岡村                     | 片岡村                           | 片岡村                        | 片岡村                        | 昭和29年12月15日 余呉村      | 余呉村                      | 昭和46年4月1日 町制 余呉町   | 平成22年1月1日 長浜市に編入  | 長浜市 |
| 伊 香 郡    | 小谷村     | 小谷村                | 小谷村               | 片岡村                     | 片岡村                           | 片岡村                        | 片岡村                        | 昭和29年12月15日 余呉村      | 余呉村                      | 昭和46年4月1日 町制 余呉町   | 平成22年1月1日 長浜市に編入  | 長浜市 |
| 西 浅 井 郡 | 塩津浜村   | 塩津浜村              | 塩津浜村             | 塩津村                     | 明治30年4月1日 伊香郡塩津村      | 塩津村                        | 塩津村                        | 昭和30年4月1日 西浅井村      | 西浅井村                    | 昭和46年4月1日 町制 西浅井町 | 平成22年1月1日 長浜市に編入  | 長浜市 |
| 西 浅 井 郡 | 岩熊村     | 岩熊村                | 岩熊村               | 塩津村                     | 明治30年4月1日 伊香郡塩津村      | 塩津村                        | 塩津村                        | 昭和30年4月1日 西浅井村      | 西浅井村                    | 昭和46年4月1日 町制 西浅井町 | 平成22年1月1日 長浜市に編入  | 長浜市 |
| 西 浅 井 郡 | 祝山村     | 祝山村                | 祝山村               | 塩津村                     | 明治30年4月1日 伊香郡塩津村      | 塩津村                        | 塩津村                        | 昭和30年4月1日 西浅井村      | 西浅井村                    | 昭和46年4月1日 町制 西浅井町 | 平成22年1月1日 長浜市に編入  | 長浜市 |
| 西 浅 井 郡 | 野坂村     | 野坂村                | 野坂村               | 塩津村                     | 明治30年4月1日 伊香郡塩津村      | 塩津村                        | 塩津村                        | 昭和30年4月1日 西浅井村      | 西浅井村                    | 昭和46年4月1日 町制 西浅井町 | 平成22年1月1日 長浜市に編入  | 長浜市 |
| 西 浅 井 郡 | 塩津中村   | 塩津中村              | 塩津中村             | 塩津村                     | 明治30年4月1日 伊香郡塩津村      | 塩津村                        | 塩津村                        | 昭和30年4月1日 西浅井村      | 西浅井村                    | 昭和46年4月1日 町制 西浅井町 | 平成22年1月1日 長浜市に編入  | 長浜市 |
| 西 浅 井 郡 | 余村       | 余村                  | 余村                 | 塩津村                     | 明治30年4月1日 伊香郡塩津村      | 塩津村                        | 塩津村                        | 昭和30年4月1日 西浅井村      | 西浅井村                    | 昭和46年4月1日 町制 西浅井町 | 平成22年1月1日 長浜市に編入  | 長浜市 |
| 西 浅 井 郡 | 横波村     | 横波村                | 横波村               | 塩津村                     | 明治30年4月1日 伊香郡塩津村      | 塩津村                        | 塩津村                        | 昭和30年4月1日 西浅井村      | 西浅井村                    | 昭和46年4月1日 町制 西浅井町 | 平成22年1月1日 長浜市に編入  | 長浜市 |
| 西 浅 井 郡 | 集福寺村   | 集福寺村              | 集福寺村             | 塩津村                     | 明治30年4月1日 伊香郡塩津村      | 塩津村                        | 塩津村                        | 昭和30年4月1日 西浅井村      | 西浅井村                    | 昭和46年4月1日 町制 西浅井町 | 平成22年1月1日 長浜市に編入  | 長浜市 |
| 西 浅 井 郡 | 沓掛村     | 沓掛村                | 沓掛村               | 塩津村                     | 明治30年4月1日 伊香郡塩津村      | 塩津村                        | 塩津村                        | 昭和30年4月1日 西浅井村      | 西浅井村                    | 昭和46年4月1日 町制 西浅井町 | 平成22年1月1日 長浜市に編入  | 長浜市 |
| 西 浅 井 郡 | 月出村     | 月出村                | 月出村               | 永原村                     | 明治30年4月1日 伊香郡永原村      | 永原村                        | 永原村                        | 昭和30年4月1日 西浅井村      | 西浅井村                    | 昭和46年4月1日 町制 西浅井町 | 平成22年1月1日 長浜市に編入  | 長浜市 |
| 西 浅 井 郡 | 八田部村   | 八田部村              | 八田部村             | 永原村                     | 明治30年4月1日 伊香郡永原村      | 永原村                        | 永原村                        | 昭和30年4月1日 西浅井村      | 西浅井村                    | 昭和46年4月1日 町制 西浅井町 | 平成22年1月1日 長浜市に編入  | 長浜市 |
| 西 浅 井 郡 | 山田村     | 山田村                | 山田村               | 永原村                     | 明治30年4月1日 伊香郡永原村      | 永原村                        | 永原村                        | 昭和30年4月1日 西浅井村      | 西浅井村                    | 昭和46年4月1日 町制 西浅井町 | 平成22年1月1日 長浜市に編入  | 長浜市 |
| 西 浅 井 郡 | 小山村     | 小山村                | 小山村               | 永原村                     | 明治30年4月1日 伊香郡永原村      | 永原村                        | 永原村                        | 昭和30年4月1日 西浅井村      | 西浅井村                    | 昭和46年4月1日 町制 西浅井町 | 平成22年1月1日 長浜市に編入  | 長浜市 |
| 西 浅 井 郡 | 大浦村     | 大浦村                | 大浦村               | 永原村                     | 明治30年4月1日 伊香郡永原村      | 永原村                        | 永原村                        | 昭和30年4月1日 西浅井村      | 西浅井村                    | 昭和46年4月1日 町制 西浅井町 | 平成22年1月1日 長浜市に編入  | 長浜市 |
| 西 浅 井 郡 | 菅浦村     | 菅浦村                | 菅浦村               | 永原村                     | 明治30年4月1日 伊香郡永原村      | 永原村                        | 永原村                        | 昭和30年4月1日 西浅井村      | 西浅井村                    | 昭和46年4月1日 町制 西浅井町 | 平成22年1月1日 長浜市に編入  | 長浜市 |
| 西 浅 井 郡 | 庄村       | 庄村                  | 庄村                 | 永原村                     | 明治30年4月1日 伊香郡永原村      | 永原村                        | 永原村                        | 昭和30年4月1日 西浅井村      | 西浅井村                    | 昭和46年4月1日 町制 西浅井町 | 平成22年1月1日 長浜市に編入  | 長浜市 |
| 西 浅 井 郡 | 中村       | 中村                  | 中村                 | 永原村                     | 明治30年4月1日 伊香郡永原村      | 永原村                        | 永原村                        | 昭和30年4月1日 西浅井村      | 西浅井村                    | 昭和46年4月1日 町制 西浅井町 | 平成22年1月1日 長浜市に編入  | 長浜市 |
| 西 浅 井 郡 | 山門村     | 山門村                | 山門村               | 永原村                     | 明治30年4月1日 伊香郡永原村      | 永原村                        | 永原村                        | 昭和30年4月1日 西浅井村      | 西浅井村                    | 昭和46年4月1日 町制 西浅井町 | 平成22年1月1日 長浜市に編入  | 長浜市 |
| 西 浅 井 郡 | 黒山村     | 黒山村                | 黒山村               | 永原村                     | 明治30年4月1日 伊香郡永原村      | 永原村                        | 永原村                        | 昭和30年4月1日 西浅井村      | 西浅井村                    | 昭和46年4月1日 町制 西浅井町 | 平成22年1月1日 長浜市に編入  | 長浜市 |

## 公共機関

### 警察
滋賀県警察の警察署の管轄は以下の通り。平成の大合併前の市および郡に管轄が分かれている。
- 長浜警察署
  - 旧長浜市
  - 旧東浅井郡
- 木之本警察署
  - 旧伊香郡
- 米原警察署
  - 米原市

### 消防
湖北地域消防組合が全域を管轄。2006年（平成18年）3月31日までは平成の大合併前の市および郡に管轄が分かれていた。
- 長浜消防署
- 米原消防署

### 裁判所・検察庁
裁判所、検察庁ともに2市のみを管轄する。

#### 裁判所
- 大津地方裁判所長浜支部
- 大津家庭裁判所長浜支部
- 長浜簡易裁判所

#### 検察庁
- 大津地方検察庁長浜支部
- 長浜区検察庁

### 天気予報の発表区域
- 彦根地方気象台の気象警報や天気予報の発表における「市町村等をまとめた地域[注 1]」では、2市を「湖北」としている[2]。

## 交通
近畿圏・中京圏と北陸地方を結ぶ途中に位置しており、中日本に分類される場合もある。

### 鉄道路線
東海旅客鉄道（JR東海）
- 東海道新幹線
  - - 米原駅 -
- CA東海道本線
  - （岐阜県不破郡関ケ原町） - 柏原駅(CA80) - 近江長岡駅(CA81) - 醒ケ井駅(CA82) - 米原駅(CA83)

西日本旅客鉄道（JR西日本）
- 北陸本線
  - 米原駅(JR-A12) - 坂田駅(JR-A11) - 田村駅(JR-A10) - 長浜駅(JR-A09) - 虎姫駅(JR-A08) - 河毛駅(JR-A07) - 高月駅(JR-A06) - 木ノ本駅(JR-A05) - 余呉駅(JR-A04) - 近江塩津駅(JR-A03) -（福井県敦賀市）
- 東海道本線
  - - 米原駅(JR-A12)
- 湖西線
  - （高島市）- 永原駅(JR-B11) - 近江塩津駅(JR-B10) -（福井県敦賀市）
- なお、東海道本線および北陸本線の長浜以南には琵琶湖線の愛称が付けられている。

近江鉄道
- 本線：米原駅 -

### 路線バス
デマンド型交通を除く。
- 近江鉄道バス
- 湖国バス
- 余呉バス

### 道路
道路法に基づく高速道路、一般国道、県道、市道のほかに道路運送法に基づき一般企業が管理する有料道路がある。

#### 高速道路
中日本高速道路（NEXCO中日本）が管理
- E1名神高速道路
  - (BS)山東BS（休止） - (PA)伊吹PA - (BS)米原BS（休止） - (27-1)米原JCT
- E8北陸自動車道
  - (27-1)米原JCT - (TB)米原TB（廃止） - (1)米原IC - (PA)神田PA - (2)長浜IC - (BS)虎姫BS（休止中） - (2-1)小谷城スマートIC/(BS)湖北BS（休止中） - (BS)高月BS（休止中） - (3)木之本IC - (SA)賤ヶ岳SA - (BS/CB)余呉BS/CB - (BS/CB)余呉北BS/CB

#### 有料道路
日本自動車道
- 伊吹山ドライブウェイ

#### 一般国道
- 国道8号
- 国道21号
- 国道303号
- 国道365号

#### 県道
主要地方道
- 滋賀県道2号大津能登川長浜線（さざなみ街道、湖岸道路）
- 滋賀県道10号長浜停車場線（ぱるむロード）
- 滋賀県道19号山東一色線
- 滋賀県道33号西浅井余呉線
- 滋賀県道37号中山東上坂線
- 滋賀県道・岐阜県道40号山東本巣線
- 滋賀県道44号木之本長浜線

一般県道
- 福井県道・滋賀県道140号敦賀柳ヶ瀬線
- 滋賀県道233号米原停車場線
- 滋賀県道234号朝妻筑摩近江線
- 滋賀県道235号世継宇賀野線
- 滋賀県道236号長浜港線
- 滋賀県道240号樋口岩脇線
- 滋賀県道242号加田田村線
- 滋賀県道243号東上坂近江線
- 滋賀県道244号大野木志賀谷長浜線
- 滋賀県道246号大鹿寺倉線
- 滋賀県道247号能登瀬岩脇線
- 滋賀県道248号天満一色線
- 滋賀県道249号柏原停車場線
- 滋賀県道251号祇園八幡中山線
- 滋賀県道252号南浜山本高月線
- 滋賀県道254号川道唐国線
- 滋賀県道255号早崎湖北線
- 滋賀県道256号香花寺曽根線
- 滋賀県道258号速水片山線

- 滋賀県道259号西阿閉東物部線
- 滋賀県道261号磯野木之本線
- 滋賀県道263号丁野虎姫長浜線
- 滋賀県道264号高山長浜線
- 滋賀県道265号郷野湖北線
- 滋賀県道268号伊吹山上野線
- 滋賀県道271号佐野長浜線
- 滋賀県道272号国友曽根線
- 滋賀県道273号東野虎姫線
- 滋賀県道274号虎姫停車場線
- 滋賀県道275号三川月ヶ瀬線
- 滋賀県道276号小室大路線
- 滋賀県道277号谷口高畑線
- 滋賀県道278号上山田八日市線
- 滋賀県道279号落川高月線
- 滋賀県道280号井口高月線
- 滋賀県道281号川合千田線
- 滋賀県道283号中之郷停車場線
- 滋賀県道284号杉本余呉線
- 滋賀県道285号中河内木之本線

- 滋賀県道286号大浦沓掛線
- 滋賀県道319号竹生島線
- 滋賀県道329号彦根米原線
- 滋賀県道331号湖北長浜線
- 滋賀県道332号木之本高月線
- 滋賀県道336号塩津浜飯浦線
- 滋賀県道501号安養寺虎姫線
- 滋賀県道509号間田長浜線
- 滋賀県道510号伊部近江線
- 滋賀県道512号葛籠尾崎塩津線
- 滋賀県道513号葛籠尾崎大浦線
- 滋賀県道514号飯浦大音線
- 滋賀県道531号藤川春照線
- 滋賀県道532号余呉湖線
- 滋賀県道545号延勝寺速水線
- 滋賀県道546号野瀬下山田線
- 滋賀県道547号西柳野高月線
- 滋賀県道551号山東伊吹線
- 滋賀県道556号長浜近江線
- 滋賀県道557号西浅井マキノ線

### 道の駅
- 湖北みずどりステーション（長浜市湖北町今西）
- 塩津海道 あぢかまの里（長浜市西浅井町塩津浜）
- 浅井三姉妹の郷（長浜市内保町）
- 道の駅近江母の郷（米原市宇賀野）
- 道の駅伊吹の里（米原市伊吹）

## 市外局番
- 市外局番は全域が「0749」（長浜MA[3]）。
  - 彦根市・犬上郡・愛知郡および東近江市の一部[注 2]も同じ「0749」ではあるが、単位料金区域が異なるので相互通話の際には市外局番が必要である[4]。

## 人口

### 市別人口（推計）
|        | 推計人口 2025年4月1日 |
| ------ | --------------------- |
| 長浜市 | 108,349人             |
| 米原市 | 35,452人              |
| 合計   | 143,801人             |

### 都市雇用圏 (10% 通勤圏) の変遷
2010年現在では湖北地域全体が長浜都市圏に属する。